# Europees kampioenschap voetbal 2012 (kwalificatie)
In de kwalificatie voor het Europees kampioenschap voetbal 2012 speelden 51 van de bij de UEFA aangesloten landen om 14 plaatsen in de eindronde. De beide gastlanden Oekraïne en Polen waren automatisch geplaatst.
De kwalificatie begon op 11 augustus 2010 met de wedstrijd Estland - Faeröer en eindigde op 15 november 2011 met de tweede wedstrijd van de play-offs.
De 51 landen die streden om de veertien resterende plaatsen werden verdeeld over zes groepen van zes teams en drie groepen van vijf teams. De groepswinnaars en de beste nummer twee kwalificeerden zich direct. De acht overige nummers twee moesten in de play-off (thuis- en uitwedstrijd) alsnog kwalificatie proberen af te dwingen.

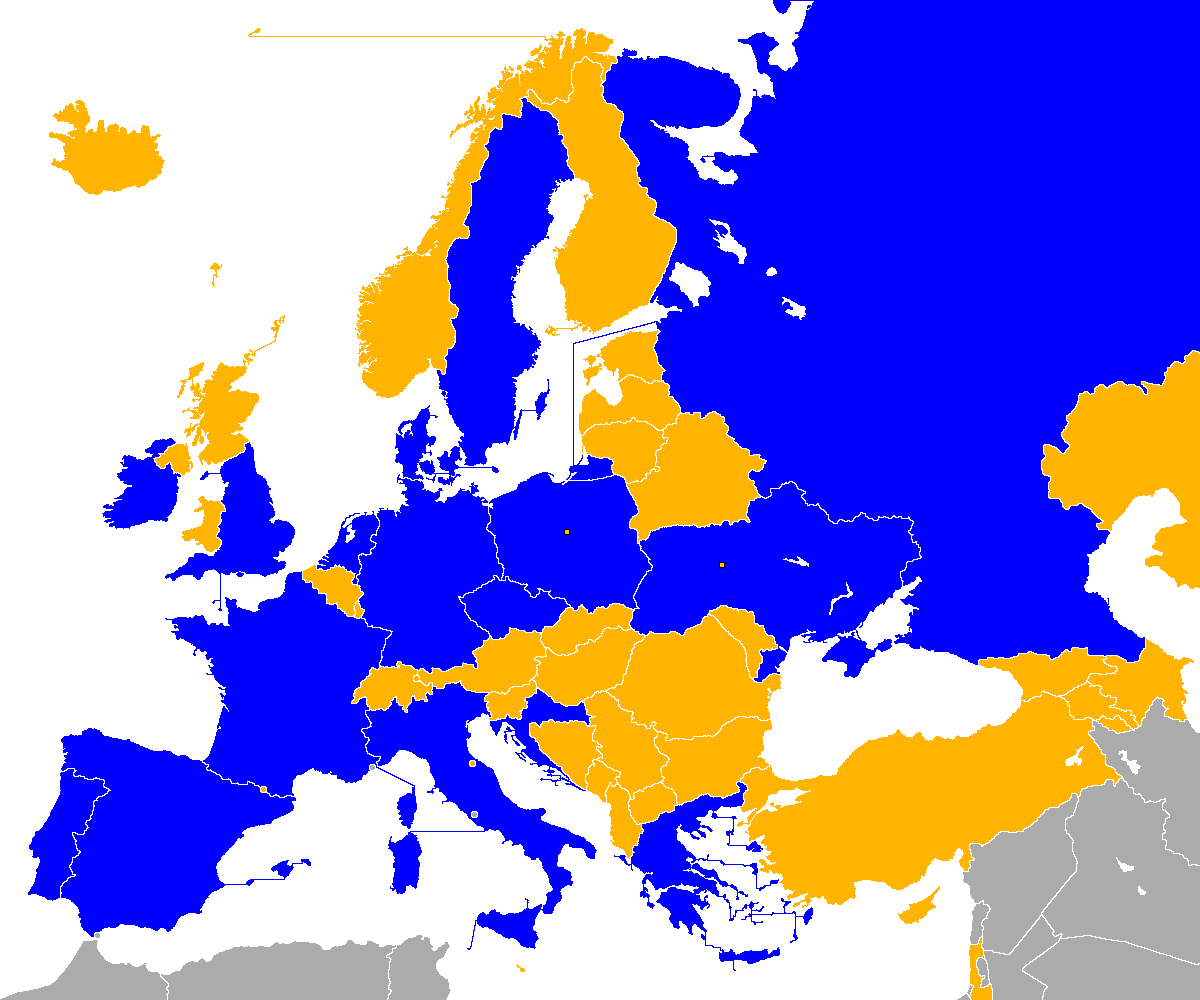
Direct gekwalificeerd
Na play-off gekwalificeerd
Uitgeschakeld na Play-offs
Uitgeschakeld na groepswedstrijden
Geen deelname
Geen UEFA-lid

## Gekwalificeerde landen
| Land        | Gekwalificeerd als | Kwalificatiedatum | TD   | AK  | ED     | VD     | Prestatie EK 2008   | Prestatie op dit Toernooi |
| ----------- | ------------------ | ----------------- | ---- | --- | ------ | ------ | ------------------- | ------------------------- |
| Denemarken  | Winnaar groep H    | 11-10-2011        | 7    | 1   | 1964   | 2004   | Niet gekwalificeerd | Groepsfase                |
| Duitsland   | Winnaar groep A    | 02-09-2011        | 10 1 | 3 2 | 1972   | 2008   | Finale              | Halve finale              |
| Engeland    | Winnaar groep G    | 07-10-2011        | 7    | 0   | 1968   | 2004   | Niet gekwalificeerd | Kwartfinale               |
| Frankrijk   | Winnaar groep D    | 11-10-2011        | 7    | 2   | 1960   | 2008   | Groepsfase          | Kwartfinale               |
| Griekenland | Winnaar groep F    | 11-10-2011        | 3    | 1   | 1980   | 2008   | Groepsfase          | Kwartfinale               |
| Ierland     | Winnaar play-offs  | 15-11-2011        | 1    | 0   | 1988   | 1988   | Niet gekwalificeerd | Groepsfase                |
| Italië      | Winnaar groep C    | 06-09-2011        | 7    | 1   | 1968   | 2008   | Kwartfinale         | Finale                    |
| Kroatië     | Winnaar play-offs  | 15-11-2011        | 3    | 0   | 1996   | 2008   | Kwartfinale         | Groepsfase                |
| Nederland   | Winnaar groep E    | 06-09-2011        | 8    | 1   | 1976   | 2008   | Kwartfinale         | Groepsfase                |
| Oekraïne    | Gastland           | 18-04-2007        | 0    | 0   | Debuut | Debuut | Niet gekwalificeerd | Groepsfase                |
| Polen       | Gastland           | 18-04-2007        | 1    | 0   | 2008   | 2008   | Groepsfase          | Groepsfase                |
| Portugal    | Winnaar play-offs  | 15-11-2011        | 5    | 0   | 1984   | 2008   | Kwartfinale         | Halve finale              |
| Rusland     | Winnaar groep B    | 11-10-2011        | 9 3  | 1 4 | 1960   | 2008   | Halve finale        | Groepsfase                |
| Spanje      | Winnaar groep I    | 06-09-2011        | 8    | 2   | 1964   | 2008   | Winnaar             | Winnaar                   |
| Tsjechië    | Winnaar play-offs  | 15-11-2011        | 7 5  | 1 6 | 1960   | 2008   | Groepsfase          | Kwartfinale               |
| Zweden      | Beste nummer 2     | 11-10-2011        | 4    | 0   | 1992   | 2008   | Groepsfase          | Groepsfase                |

1 waarvan vijf keer als West-Duitsland

2 waarvan twee keer als West-Duitsland

3 waarvan vijf keer als de Sovjet-Unie en één keer als het Gemenebest van Onafhankelijke Staten

4 waarvan één keer als de Sovjet-Unie

5 waarvan drie keer als Tsjecho-Slowakije

6 waarvan één keer als Tsjecho-Slowakije
In vergelijking met het vorige EK plaatsten Duitsland, Portugal, Spanje, Nederland, Frankrijk, Kroatië, Polen, Italië, Zweden, Tsjechië, Griekenland en Rusland zich opnieuw. Zwitserland werd uitgeschakeld door Engeland, de plaatsen van Turkije, Oostenrijk en Roemenië werden ingenomen door Oekraïne, Ierland en Denemarken.

## Loting
De groepen zijn tijdens de loting op 7 februari 2010 in Warschau ingedeeld.
Procedure
De groepen werden dusdanig samengesteld dat de sterkste landen niet bij elkaar in de groep kwamen en dat de groepen een vergelijkbare sterkte hadden. Hiertoe werden de landen ingedeeld in zes potten, vijf potten van negen, en één pot van zes landen. Pot 1 was de sterkste pot, met daarin de landen met de hoogste coëfficiënten en geleid door de titelhouder. De coëfficiënten zijn gebaseerd op de resultaten in de kwalificatie voor het EK 2008 en het WK 2010. Uit elke pot werd een land in een andere groep geloot. Landen die in dezelfde pot waren ingedeeld, konden dus niet tegen elkaar spelen.
Een dag voor de loting maakte de UEFA bekend dat het politiekgevoelige duels wil vermijden. Zo konden Georgië en Rusland niet bij elkaar in de groep komen, evenals Armenië en Azerbeidzjan. Tijdens de loting kwam Azerbeidzjan in groep A en toen vervolgens ook Armenië groep A lootte, plaatste de UEFA Armenië in groep B.
Potindeling
De onderstaande indeling werd bekend na afloop van de kwalificatiewedstrijden voor het wereldkampioenschap 2010. In elke pot zijn de landen op volgorde van het berekende coëfficiënt geplaatst; het sterkste land staat bovenaan.
Rangschikking op basis UEFA-ranglijst
| Pot 1 (groepshoofden)                                                         | Pot 2                                                                                | Pot 3                                                                                               | Pot 4                                                                         | Pot 5                                                                                | Pot 6                                                   |
| ----------------------------------------------------------------------------- | ------------------------------------------------------------------------------------ | --------------------------------------------------------------------------------------------------- | ----------------------------------------------------------------------------- | ------------------------------------------------------------------------------------ | ------------------------------------------------------- |
| Spanje Duitsland Nederland Italië Engeland Kroatië Portugal Rusland Frankrijk | Griekenland Tsjechië Zweden Zwitserland Servië Turkije Denemarken Slowakije Roemenië | Israël Bulgarije Finland Noorwegen Ierland Schotland Noord-Ierland Oostenrijk Bosnië en Herzegovina | Slovenië Letland Hongarije Litouwen Wit-Rusland België Wales Macedonië Cyprus | Montenegro Albanië Estland Georgië Moldavië IJsland Armenië Kazachstan Liechtenstein | Azerbeidzjan Luxemburg Malta Faeröer Andorra San Marino |

## Groepsfase
Legenda

### Groep A
Na het veelbelovende WK, waarin het jonge Duitsland derde werd en vooral indruk maakte tegen Engeland (4-1) en Argentinië (4-0) maakten een aantal internationals een grote transfer: Mesut Özil en Sami Khedira vertrokken beiden naar Real Madrid, een jaar later maakte doelman Manuel Neuer de overstap van Schalke 04 naar Bayern München. Duitsland zette de lijn van het WK door en won alle tien wedstrijden, meest imposante overwinning was een 6-2 zege op Oostenrijk,waarna Duitsland al op de zevende speeldag zeker was van plaatsing voor het EK. Het grote slachtoffer van de ontwikkeling van het team was Michael Ballack, hij was de aanvoerder van die "Mannschaft" voor het WK, miste het WK door een blessure en werd niet meer geselecteerd voor het nationale team.
België had al vier internationale toernooien gemist en hoopte zich onder leiding van Dick Advocaat eindelijk weer te plaatsen voor een eindronde, maar Advocaat kreeg een aanbod van de Russische bond en kocht zijn contract met België af. Oud-bondscoach Georges Leekens werd zijn opvolger, hij erfde een talentrijke, maar jonge selectie, waar Lukaku met zijn zestien jaar de meest opvallende tiener was. In de loop van de cyclus zouden ook Kevin De Bruyne en doelman Thibaut Courtois debuteren. De start was echter ongelukkig, België was absoluut niet minder dan Duitsland, maar verloor door een doelpunt van Miroslav Klose na een foute inschatting van zijn ploeggenoot bij Bayern München, Daniel Van Buyten. In de tweede wedstrijd tegen Turkije verspeelde België een 0-1 voorsprong na rust, het kwam ondanks een rode kaart van Vincent Kompany nog op gelijke hoogte door een doelpunt van van Buyten, maar tien minuten voor tijd scoorde Turkije de winnende goal via Turan en met nul punten uit twee wedstrijden leken de Rode Duivels kansloos om het EK te halen.
Nadat hij zich met Rusland niet kwalificeerde voor het WK nam Guus Hiddink ontslag en tekende een contract met de Turkse bond. Na twee overwinningen kwam de klad er al in, na een 3-0 nederlaag tegen Duitsland volgde een 1-0 nederlaag tegen het nietige Azerbeidzjan en de Turkse pers wilde al van Hiddink af. België kon nog niet echt van de misstap van Turkije profiteren, het speelde thuis gelijk tegen Oostenrijk. Vlak voor tijd stond België met 2-3 achter, door doelpunten van Marvin Ogunjimi en Nicolas Lombaerts leek België te winnen, maar in blessuretijd maakte Martin Harnik gelijk: 4-4.  Na het kalenderjaar 2010 stond Oostenrijk op de tweede plaats (achter het ongenaakbare Duitsland) met zeven punten uit drie wedstrijden, Turkije en België hadden respectievelijk zes en vier punten met een wedstrijd meer gespeeld dan de Oostenrijkers.
België begon het jaar 2011 goed met een 0-2 zege op Oostenrijk, Axel Witsel scoorde beide doelpunten. Oostenrijk zou daarna nog drie keer verliezen en zou geen rol van betekenis spelen. Cruciaal was nu de wedstrijd tussen België en Turkije in Brussel, België had één punt meer, maar een wedstrijd meer gespeeld. België kreeg meer kansen dan Turkije, na een vroege voorsprong door een doelpunt van Marvin Ogunjimi maakten de Turken gelijk. Nadat Dries Mertens van FC Utrecht werd gevloerd in het strafschopgebied, schoot Witzel de strafschop hoog over. De talentvolle Eden Hazard kwam niet in het spel voor en werd gewisseld, Hazard reageerde woedend en begon binnen een paar minuten een hamburger te eten.Leekens schorste Hazard voor de komende twee wedstrijden.
In de laatste vier speeldagen bleven België en Turkije misstappen maken, België incasseerde een gelijkmaker tegen Azerbeidzjan in de slotminuten, Turkije bleef steken op een doelpuntloos gelijkspel tegen Oostenrijk door een gemiste strafschop. Na een 1-3 nederlaag tegen Duitsland van de Turken en een 4-1 zege van België op Kazachstan had België op de laatste speeldag een punt voorsprong op Turkije, België moest nu winnen van Duitsland om de Play-Offs te halen. België begon voortvarend aan de wedstrijd, maar na de 1-0 voorsprong via Özil stortte de ploeg in elkaar, België verloor met 3-1 en moest hopen op een nederlaag van Turkije tegen Azerbeidzjan. De Turken hielden het spannend, het enige doelpunt werd na zestig minuten gescoord door Yilmaz en Turkije moest in de Play-Offs spelen tegen Kroatië. Leekens bleef aan als bondscoach, maar vertrok in mei 2022, nadat hij een aanbieding kreeg van Club Brugge Voor de zoveelste keer in korte tijd moest België op zoek naar een nieuwe bondscoach.
| Land         | Wed | Win | Gel | Ver | DV | DT | +/− | Pnt |
| ------------ | --- | --- | --- | --- | -- | -- | --- | --- |
| Duitsland    | 10  | 10  | 0   | 0   | 34 | 7  | +27 | 30  |
| Turkije      | 10  | 5   | 2   | 3   | 12 | 11 | +1  | 17  |
| België       | 10  | 4   | 3   | 3   | 21 | 15 | +6  | 15  |
| Oostenrijk   | 10  | 3   | 3   | 4   | 16 | 17 | –1  | 12  |
| Azerbeidzjan | 10  | 2   | 1   | 7   | 10 | 26 | –16 | 7   |
| Kazachstan   | 10  | 1   | 1   | 8   | 6  | 24 | –18 | 4   |

|                                               |            |         |                                       |                                                                      |
| 3 september 2010 «onderlinge duels» 18:00 uur | Kazachstan | 0 – 3   | Turkije                               | Astana Arena, Astana Toeschouwers: 15.800 Scheidsrechter: István Vad |
| 3 september 2010 «onderlinge duels» 18:00 uur |            | Verslag | 24' Turan 26' Ham. Altıntop 76' Nihat | Astana Arena, Astana Toeschouwers: 15.800 Scheidsrechter: István Vad |

|                                               |        |         |           |                                                                                   |
| 3 september 2010 «onderlinge duels» 20:45 uur | België | 0 – 1   | Duitsland | Koning Boudewijnstadion, Brussel Toeschouwers: 41.126 Scheidsrechter: Terje Hauge |
| 3 september 2010 «onderlinge duels» 20:45 uur |        | Verslag | 51' Klose | Koning Boudewijnstadion, Brussel Toeschouwers: 41.126 Scheidsrechter: Terje Hauge |

|                                               |                                         |         |                     |                                                                                      |
| 7 september 2010 «onderlinge duels» 20:00 uur | Turkije                                 | 3 – 2   | België              | Şükrü Saracoğlustadion, Istanboel Toeschouwers: 43.538 Scheidsrechter: Damir Skomina |
| 7 september 2010 «onderlinge duels» 20:00 uur | Ham. Altintop 48' Sentürk 67' Turan 78' | Verslag | 28', 69' Van Buyten | Şükrü Saracoğlustadion, Istanboel Toeschouwers: 43.538 Scheidsrechter: Damir Skomina |

|                                               |                         |         |            |                                                                                            |
| 7 september 2010 «onderlinge duels» 20:30 uur | Oostenrijk              | 2 – 0   | Kazachstan | EM-Stadion Wals-Siezenheim, Salzburg Toeschouwers: 22.500 Scheidsrechter: Marijo Strahonja |
| 7 september 2010 «onderlinge duels» 20:30 uur | Linz 90+1' Hoffer 90+2' | Verslag |            | EM-Stadion Wals-Siezenheim, Salzburg Toeschouwers: 22.500 Scheidsrechter: Marijo Strahonja |

|                                             |            |         |                   |                                                                         |
| 8 oktober 2010 «onderlinge duels» 18:00 uur | Kazachstan | 0 – 2   | België            | Astana Arena, Astana Toeschouwers: 24.000 Scheidsrechter: Marcin Borski |
| 8 oktober 2010 «onderlinge duels» 18:00 uur |            | Verslag | 52', 70' Ogunjimi | Astana Arena, Astana Toeschouwers: 24.000 Scheidsrechter: Marcin Borski |

|                                             |                                |         |              |                                                                                    |
| 8 oktober 2010 «onderlinge duels» 20:30 uur | Oostenrijk                     | 3 – 0   | Azerbeidzjan | Ernst Happelstadion, Wenen Toeschouwers: 26.500 Scheidsrechter: Nicolai Vollquartz |
| 8 oktober 2010 «onderlinge duels» 20:30 uur | Prödl 3' Arnautović 53', 90+2' | Verslag |              | Ernst Happelstadion, Wenen Toeschouwers: 26.500 Scheidsrechter: Nicolai Vollquartz |

|                                             |                         |         |         |                                                                          |
| 8 oktober 2010 «onderlinge duels» 20:45 uur | Duitsland               | 3 – 0   | Turkije | Olympiastadion, Berlijn Toeschouwers: 72.244 Scheidsrechter: Howard Webb |
| 8 oktober 2010 «onderlinge duels» 20:45 uur | Klose 42', 87' Özil 79' | Verslag |         | Olympiastadion, Berlijn Toeschouwers: 72.244 Scheidsrechter: Howard Webb |

|                                              |              |         |         |                                                                                       |
| 12 oktober 2010 «onderlinge duels» 17:00 uur | Azerbeidzjan | 1 – 0   | Turkije | Tofikh Bakhramovstadion, Bakoe Toeschouwers: 29.500 Scheidsrechter: Alexandru Deaconu |
| 12 oktober 2010 «onderlinge duels» 17:00 uur | Sadygov 38'  | Verslag |         | Tofikh Bakhramovstadion, Bakoe Toeschouwers: 29.500 Scheidsrechter: Alexandru Deaconu |

|                                              |            |         |                                  |                                                                           |
| 12 oktober 2010 «onderlinge duels» 19:00 uur | Kazachstan | 0 – 3   | Duitsland                        | Astana Arena, Astana Toeschouwers: 18.000 Scheidsrechter: Alexandru Tudor |
| 12 oktober 2010 «onderlinge duels» 19:00 uur |            | Verslag | 49' Klose 76' Gómez 85' Podolski | Astana Arena, Astana Toeschouwers: 18.000 Scheidsrechter: Alexandru Tudor |

|                                              |                                                    |         |                                               |                                                                                 |
| 12 oktober 2010 «onderlinge duels» 20:45 uur | België                                             | 4 – 4   | Oostenrijk                                    | Koning Boudewijnstadion, Brussel Toeschouwers: 24.000 Scheidsrechter: Mike Dean |
| 12 oktober 2010 «onderlinge duels» 20:45 uur | Vossen 11' Fellaini 47' Ogunjimi 87' Lombaerts 90' | Verslag | 14', 62' Schiemer 29' Arnautović 90+3' Harnik | Koning Boudewijnstadion, Brussel Toeschouwers: 24.000 Scheidsrechter: Mike Dean |

|                                            |            |         |                |                                                                                      |
| 25 maart 2011 «onderlinge duels» 20:30 uur | Oostenrijk | 0 – 2   | België         | Ernst Happelstadion, Wenen Toeschouwers: 44.300 Scheidsrechter: Vladislav Bezborodov |
| 25 maart 2011 «onderlinge duels» 20:30 uur |            | Verslag | 6', 50' Witsel | Ernst Happelstadion, Wenen Toeschouwers: 44.300 Scheidsrechter: Vladislav Bezborodov |

|                                            |                               |         |            |                                                                                              |
| 26 maart 2011 «onderlinge duels» 20:00 uur | Duitsland                     | 4 – 0   | Kazachstan | Fritz Walter Stadion, Kaiserslautern Toeschouwers: 47.849 Scheidsrechter: Aleksandar Stavrev |
| 26 maart 2011 «onderlinge duels» 20:00 uur | Klose 3', 88' Müller 25', 43' | Verslag |            | Fritz Walter Stadion, Kaiserslautern Toeschouwers: 47.849 Scheidsrechter: Aleksandar Stavrev |

|                                            |                     |         |            |                                                                                       |
| 29 maart 2011 «onderlinge duels» 19:30 uur | Turkije             | 2 – 0   | Oostenrijk | Şükrü Saracoğlustadion, Istanboel Toeschouwers: 47.000 Scheidsrechter: Pavel Královec |
| 29 maart 2011 «onderlinge duels» 19:30 uur | Turan 28' Gönül 77' | Verslag |            | Şükrü Saracoğlustadion, Istanboel Toeschouwers: 47.000 Scheidsrechter: Pavel Královec |

|                                            |                                                          |         |              |                                                                                         |
| 29 maart 2011 «onderlinge duels» 20:45 uur | België                                                   | 4 – 1   | Azerbeidzjan | Koning Boudewijnstadion, Brussel Toeschouwers: 34.985 Scheidsrechter: Daniel Stålhammar |
| 29 maart 2011 «onderlinge duels» 20:45 uur | Vertonghen 12' Simons 32' (pen.) Chadli 45+1' Vossen 74' | Verslag | 17' Abushev  | Koning Boudewijnstadion, Brussel Toeschouwers: 34.985 Scheidsrechter: Daniel Stålhammar |

|                                          |                 |         |              |                                                                       |
| 3 juni 2011 «onderlinge duels» 15:00 uur | Kazachstan      | 2 – 1   | Azerbeidzjan | Astana Arena, Astana Toeschouwers: 10.000 Scheidsrechter: Euan Norris |
| 3 juni 2011 «onderlinge duels» 15:00 uur | Gridin 57', 68' | Verslag | 63' Nadyrov  | Astana Arena, Astana Toeschouwers: 10.000 Scheidsrechter: Euan Norris |

|                                          |            |         |                |                                                                                 |
| 3 juni 2011 «onderlinge duels» 20:30 uur | Oostenrijk | 1 – 2   | Duitsland      | Ernst Happelstadion, Wenen Toeschouwers: 47.500 Scheidsrechter: Massimo Busacca |
| 3 juni 2011 «onderlinge duels» 20:30 uur | Alaba 50'  | Verslag | 44', 90' Gómez | Ernst Happelstadion, Wenen Toeschouwers: 47.500 Scheidsrechter: Massimo Busacca |

|                                          |             |         |            |                                                                                      |
| 3 juni 2011 «onderlinge duels» 20:45 uur | België      | 1 – 1   | Turkije    | Koning Boudewijnstadion, Brussel Toeschouwers: 44.185 Scheidsrechter: Nicola Rizzoli |
| 3 juni 2011 «onderlinge duels» 20:45 uur | Ogunjimi 4' | Verslag | 22' Yılmaz | Koning Boudewijnstadion, Brussel Toeschouwers: 44.185 Scheidsrechter: Nicola Rizzoli |

|                                          |                 |         |                                   |                                                                                         |
| 7 juni 2011 «onderlinge duels» 19:00 uur | Azerbeidzjan    | 1 – 3   | Duitsland                         | Tofikh Bakhramovstadion, Bakoe Toeschouwers: 29.858 Scheidsrechter: Michael Koukoulakis |
| 7 juni 2011 «onderlinge duels» 19:00 uur | M. Huseynov 89' | Verslag | 30' Özil 41' Gómez 90+3' Schürrle | Tofikh Bakhramovstadion, Bakoe Toeschouwers: 29.858 Scheidsrechter: Michael Koukoulakis |

|                                               |              |         |                   |                                                                                |
| 2 september 2011 «onderlinge duels» 18:00 uur | Azerbeidzjan | 1 – 1   | België            | Tofikh Bakhramovstadion, Bakoe Toeschouwers: 9.300 Scheidsrechter: Lee Probert |
| 2 september 2011 «onderlinge duels» 18:00 uur | Aliyev 86'   | Verslag | 55' (pen.) Simons | Tofikh Bakhramovstadion, Bakoe Toeschouwers: 9.300 Scheidsrechter: Lee Probert |

|                                               |                        |         |                |                                                                                   |
| 2 september 2011 «onderlinge duels» 19:00 uur | Turkije                | 2 – 1   | Kazachstan     | Turk Telekom Arena, Istanboel Toeschouwers: 47.756 Scheidsrechter: Clément Turpin |
| 2 september 2011 «onderlinge duels» 19:00 uur | Yılmaz 31' Turan 90+7' | Verslag | 55' Konysbayev | Turk Telekom Arena, Istanboel Toeschouwers: 47.756 Scheidsrechter: Clément Turpin |

|                                               |                                                            |         |                           |                                                                                     |
| 2 september 2011 «onderlinge duels» 20:45 uur | Duitsland                                                  | 6 – 2   | Oostenrijk                | Veltins-Arena, Gelsenkirchen Toeschouwers: 53.313 Scheidsrechter: Paolo Tagliavento |
| 2 september 2011 «onderlinge duels» 20:45 uur | Klose 9' Özil 23', 47' Podolski 28' Schürrle 84' Götze 89' | Verslag | 42' Arnautović 51' Harnik | Veltins-Arena, Gelsenkirchen Toeschouwers: 53.313 Scheidsrechter: Paolo Tagliavento |

|                                               |                                            |         |                                  |                                                                                     |
| 6 september 2011 «onderlinge duels» 17:00 uur | Azerbeidzjan                               | 3 – 2   | Kazachstan                       | Tofikh Bakhramovstadion, Bakoe Toeschouwers: 9.112 Scheidsrechter: Anders Hermansen |
| 6 september 2011 «onderlinge duels» 17:00 uur | Aliyev 53' Shukurov 62' (pen.) Javadov 68' | Verslag | 20' Ostapenko 77' V. Yevstigneev | Tofikh Bakhramovstadion, Bakoe Toeschouwers: 9.112 Scheidsrechter: Anders Hermansen |

|                                               |            |       |         |                                                                                          |
| 6 september 2011 «onderlinge duels» 20:30 uur | Oostenrijk | 0 – 0 | Turkije | Ernst Happelstadion, Wenen Toeschouwers: 47.500 Scheidsrechter: Alberto Undiano Mallenco |
| 6 september 2011 «onderlinge duels» 20:30 uur | Verslag    |       |         | Ernst Happelstadion, Wenen Toeschouwers: 47.500 Scheidsrechter: Alberto Undiano Mallenco |

|                                             |              |         |                                               |                                                                         |
| 7 oktober 2011 «onderlinge duels» 18:00 uur | Azerbeidzjan | 1 – 4   | Oostenrijk                                    | Dalga Stadion, Bakoe Toeschouwers: 6.000 Scheidsrechter: Stephan Studer |
| 7 oktober 2011 «onderlinge duels» 18:00 uur | Nadirov 74'  | Verslag | 34' Ivanschitz 52', 62' Janko 90+1' Junuzović | Dalga Stadion, Bakoe Toeschouwers: 6.000 Scheidsrechter: Stephan Studer |

|                                             |           |         |                                                |                                                                                    |
| 7 oktober 2011 «onderlinge duels» 20:30 uur | Turkije   | 1 – 3   | Duitsland                                      | Türk Telekom Arena, Istanboel Toeschouwers: 49.532 Scheidsrechter: Martin Atkinson |
| 7 oktober 2011 «onderlinge duels» 20:30 uur | Balta 79' | Verslag | 35' Gómez 66' Müller 86' (pen.) Schweinsteiger | Türk Telekom Arena, Istanboel Toeschouwers: 49.532 Scheidsrechter: Martin Atkinson |

|                                             |                                                                  |         |                        |                                                                                     |
| 7 oktober 2011 «onderlinge duels» 20:45 uur | België                                                           | 4 – 1   | Kazachstan             | Koning Boudewijnstadion, Brussel Toeschouwers: 29.758 Scheidsrechter: Milorad Mažić |
| 7 oktober 2011 «onderlinge duels» 20:45 uur | Simons 40' (pen.) Hazard 43' Kompany 49' Yevstigneyev 84' (e.d.) | Verslag | 86' (pen.) Nurdauletov | Koning Boudewijnstadion, Brussel Toeschouwers: 29.758 Scheidsrechter: Milorad Mažić |

|                                              |            |       |            |                                                                         |
| 11 oktober 2011 «onderlinge duels» 18:00 uur | Kazachstan | 0 – 0 | Oostenrijk | Astana Arena, Astana Toeschouwers: 11.000 Scheidsrechter: Hannes Kaasik |
| 11 oktober 2011 «onderlinge duels» 18:00 uur | Verslag    |       |            | Astana Arena, Astana Toeschouwers: 11.000 Scheidsrechter: Hannes Kaasik |

|                                              |                                 |         |              |                                                                                 |
| 11 oktober 2011 «onderlinge duels» 19:00 uur | Duitsland                       | 3 – 1   | België       | ESPRIT arena, Düsseldorf Toeschouwers: 48.483 Scheidsrechter: Svein Oddvar Moen |
| 11 oktober 2011 «onderlinge duels» 19:00 uur | Özil 30' Schürrle 33' Gómez 48' | Verslag | 86' Fellaini | ESPRIT arena, Düsseldorf Toeschouwers: 48.483 Scheidsrechter: Svein Oddvar Moen |

|                                              |            |         |              |                                                                                    |
| 11 oktober 2011 «onderlinge duels» 19:00 uur | Turkije    | 1 – 0   | Azerbeidzjan | Türk Telekom Arena, Istanboel Toeschouwers: 32.174 Scheidsrechter: Peter Rasmussen |
| 11 oktober 2011 «onderlinge duels» 19:00 uur | Yılmaz 60' | Verslag |              | Türk Telekom Arena, Istanboel Toeschouwers: 32.174 Scheidsrechter: Peter Rasmussen |

### Groep B
Na het debacle tijdens de WK-kwalificatie, waar Rusland in de Play-Offs verloor van Slovenië nam Guus Hiddink ontslag en Rusland nam Dick Advocaat aan als zijn opvolger. Advocaat had veel successen geboekt bij de Russische club FK Zenit Sint-Petersburg (Uefa Cup en Kampioenschap). Belangrijkste concurrenten voor Rusland waren Slowakije, dat wereldkampioen Italië tijdens het WK uitschakelde en Ierland dat revanche zocht, nadat het door een handsbal van de Fransman Thierry Henry werd uitgeschakeld tijdens de WK-kwalificatie. Advocaat liep al snel averij op door thuis van Slowakije te verliezen door een doelpunt van  Miroslav Stoch, maar herstelde zich met een 2-3 overwinning in en tegen Ierland. Slowakije verloor van Armenië, speelde gelijk tegen Ierland en aan het einde van het kalenderjaar 2010 had Rusland met tien punten uit vier wedstrijden drie punten voorsprong op Ierland, Slowakije en Armenië.
Voor de laatste drie speeldagen was de marge nog steeds drie punten met Slowakije en Ierland, Rusland kwam tegen Ierland in eigen huis niet verder dan een 0-0 gelijkspel, maar doordat Slowakije zich opnieuw door Armenië liet verrassen (0-4) was de strijd om directe plaatsing gunstig en nadat Rusland met 0-1 van Slowakije won was plaatsing een feit. Slowakije was nu uitgeschakeld en Armenië had één punt minder dan Ierland voor de laatste speeldag, beide landen speelden tegen elkaar. De Armeense doelman Berezovsky kreeg in de 25e minuut de rode kaart voorgehouden, nadat hij buiten het eigen strafschopgebied hands zou hebben gemaakt. Tv-beelden toonden echter aan dat hij de bal tegen de borst kreeg. De Ierse aanvaller Simon Cox maakte juist wél hands net voordat hij de bal tegen Berezovsky aanschoot. Armenië verloor de wedstrijd met 2-1 en de Armeense voetbalbond ging tevergeefs in beroep bij de UEFA om de wedstrijd ongeldig te verklaren. Ierland moest in de Play-Offs spelen tegen Estland.
| Land      | Wed | Win | Gel | Ver | DV | DT | +/− | Pnt |
| --------- | --- | --- | --- | --- | -- | -- | --- | --- |
| Rusland   | 10  | 7   | 2   | 1   | 17 | 4  | +13 | 23  |
| Ierland   | 10  | 6   | 3   | 1   | 15 | 7  | +8  | 21  |
| Armenië   | 10  | 5   | 2   | 3   | 22 | 10 | +12 | 17  |
| Slowakije | 10  | 4   | 3   | 3   | 7  | 10 | –3  | 15  |
| Macedonië | 10  | 2   | 2   | 6   | 8  | 14 | –6  | 8   |
| Andorra   | 10  | 0   | 0   | 10  | 1  | 25 | –24 | 0   |

|                        |         |         |           |                                                                                            |
| 3 september 2010 17:00 | Armenië | 0 – 1   | Ierland   | Vazgen Sargsyan Republicanstadion, Yerevan Toeschouwers: 8.600 Scheidsrechter: Zsolt Szabó |
| 3 september 2010 17:00 |         | Verslag | 76' Fahey | Vazgen Sargsyan Republicanstadion, Yerevan Toeschouwers: 8.600 Scheidsrechter: Zsolt Szabó |

|                        |         |         |                            |                                                                                 |
| 3 september 2010 18:30 | Andorra | 0 – 2   | Rusland                    | Estadi Comunal, Andorra la Vella Toeschouwers: 1.100 Scheidsrechter: Marco Borg |
| 3 september 2010 18:30 |         | Verslag | 14', 64' (pen.) Pogrebnjak | Estadi Comunal, Andorra la Vella Toeschouwers: 1.100 Scheidsrechter: Marco Borg |

|                        |               |         |           |                                                                                    |
| 3 september 2010 20:30 | Slowakije     | 1 – 0   | Macedonië | Štadión Pasienky, Bratislava Toeschouwers: 5.980 Scheidsrechter: Claudio Circhetta |
| 3 september 2010 20:30 | Hološko 90+1' | Verslag |           | Štadión Pasienky, Bratislava Toeschouwers: 5.980 Scheidsrechter: Claudio Circhetta |

|                        |         |         |           |                                                                                   |
| 7 september 2010 17:00 | Rusland | 0 – 1   | Slowakije | Lokomotiv Stadion, Moskou Toeschouwers: 27.052 Scheidsrechter: Frank De Bleeckere |
| 7 september 2010 17:00 |         | Verslag | 27' Stoch | Lokomotiv Stadion, Moskou Toeschouwers: 27.052 Scheidsrechter: Frank De Bleeckere |

|                        |                                     |         |                                 |                                                                            |
| 7 september 2010 20:00 | Macedonië                           | 2 – 2   | Armenië                         | Philip II Arena, Skopje Toeschouwers: 9.000 Scheidsrechter: Espen Berntsen |
| 7 september 2010 20:00 | Gjurovski 42' Naumoski 90+6' (pen.) | Verslag | 41' Movsisjan 90+1' Manucharian | Philip II Arena, Skopje Toeschouwers: 9.000 Scheidsrechter: Espen Berntsen |

|                        |                                 |         |              |                                                                             |
| 7 september 2010 20:45 | Ierland                         | 3 – 1   | Andorra      | Aviva Stadion, Dublin Toeschouwers: 40.283 Scheidsrechter: Leontios Trattou |
| 7 september 2010 20:45 | Kilbane 15' Doyle 41' Keane 55' | Verslag | 45' Martínez | Aviva Stadion, Dublin Toeschouwers: 40.283 Scheidsrechter: Leontios Trattou |

|                      |                                               |         |           |                                                                             |
| 8 oktober 2010 17:00 | Armenië                                       | 3 – 1   | Slowakije | Philip II Arena, Yerevan Toeschouwers: 9.000 Scheidsrechter: Daniele Orsato |
| 8 oktober 2010 17:00 | Movsisjan 23' G. Ghazaryan 50' Mchitarjan 89' | Verslag | 37' Weiss | Philip II Arena, Yerevan Toeschouwers: 9.000 Scheidsrechter: Daniele Orsato |

|                      |         |         |                        |                                                                                      |
| 9 oktober 2010 19:00 | Andorra | 0 – 2   | Macedonië              | Estadi Comunal, Andorra la Vella Toeschouwers: 500 Scheidsrechter: Gediminas Mazeika |
| 9 oktober 2010 19:00 |         | Verslag | 42' Naumoski 60' Šikov | Estadi Comunal, Andorra la Vella Toeschouwers: 500 Scheidsrechter: Gediminas Mazeika |

|                      |                           |         |                                         |                                                                       |
| 8 oktober 2010 20:45 | Ierland                   | 2 – 3   | Rusland                                 | Aviva Stadion, Dublin Toeschouwers: 50.411 Scheidsrechter: Kevin Blom |
| 8 oktober 2010 20:45 | Keane 72' (pen.) Long 78' | Verslag | 11' Kerzjakov 28' Dzagojev 50' Sjirokov | Aviva Stadion, Dublin Toeschouwers: 50.411 Scheidsrechter: Kevin Blom |

|                       |                                                           |         |         |                                                                                                 |
| 12 oktober 2010 17:00 | Armenië                                                   | 4 – 0   | Andorra | Vazgen Sargsyan Republicanstadion, Yerevan Toeschouwers: 11.000 Scheidsrechter: Tomasz Mikulski |
| 12 oktober 2010 17:00 | G. Ghazaryan 4' Mchitarjan 16' Movsisjan 33' Pizzelli 52' | Verslag |         | Vazgen Sargsyan Republicanstadion, Yerevan Toeschouwers: 11.000 Scheidsrechter: Tomasz Mikulski |

|                       |            |         |               |                                                                                          |
| 12 oktober 2010 20:30 | Slowakije  | 1 – 1   | Ierland       | Štadión pod Dubňom, Žilina Toeschouwers: 10.892 Scheidsrechter: Alberto Undiano Mallenco |
| 12 oktober 2010 20:30 | Ďurica 36' | Verslag | 16' St Ledger | Štadión pod Dubňom, Žilina Toeschouwers: 10.892 Scheidsrechter: Alberto Undiano Mallenco |

|                       |           |         |              |                                                                                 |
| 12 oktober 2010 20:30 | Macedonië | 0 – 1   | Rusland      | Philip II Arena, Skopje Toeschouwers: 17.000 Scheidsrechter: Stefan Johannesson |
| 12 oktober 2010 20:30 |           | Verslag | 8' Kerzjakov | Philip II Arena, Skopje Toeschouwers: 17.000 Scheidsrechter: Stefan Johannesson |

|                     |         |       |         |                                                                                               |
| 26 maart 2011 16:00 | Armenië | 0 – 0 | Rusland | Vazgen Sargsyan Republicanstadion, Yerevan Toeschouwers: 15.000 Scheidsrechter: Craig Thomson |
| 26 maart 2011 16:00 | Verslag |       |         | Vazgen Sargsyan Republicanstadion, Yerevan Toeschouwers: 15.000 Scheidsrechter: Craig Thomson |

|                     |         |         |           |                                                                                   |
| 26 maart 2011 20:00 | Andorra | 0 – 1   | Slowakije | Estadi Comunal, Andorra la Vella Toeschouwers: 200 Scheidsrechter: Menashe Masiah |
| 26 maart 2011 20:00 |         | Verslag | 21' Šebo  | Estadi Comunal, Andorra la Vella Toeschouwers: 200 Scheidsrechter: Menashe Masiah |

|                     |                      |         |                |                                                                       |
| 26 maart 2011 20:45 | Ierland              | 2 – 1   | Macedonië      | Aviva Stadion, Dublin Toeschouwers: 30.000 Scheidsrechter: Istvan Vad |
| 26 maart 2011 20:45 | McGeady 2' Keane 21' | Verslag | 45' Tričkovski | Aviva Stadion, Dublin Toeschouwers: 30.000 Scheidsrechter: Istvan Vad |

|                   |                                     |         |              |                                                                                         |
| 4 juni 2011 17:00 | Rusland                             | 3 – 1   | Armenië      | Petrovski-stadion, Sint-Petersburg Toeschouwers: 20.500 Scheidsrechter: Stéphane Lannoy |
| 4 juni 2011 17:00 | Pavljoetsjenko 26', 59', 73' (pen.) | Verslag | 25' Pizzelli | Petrovski-stadion, Sint-Petersburg Toeschouwers: 20.500 Scheidsrechter: Stéphane Lannoy |

|                   |            |         |         |                                                                                |
| 4 juni 2011 20:15 | Slowakije  | 1 – 0   | Andorra | Štadión Pasienky, Bratislava Toeschouwers: 4.300 Scheidsrechter: Lorenc Jemini |
| 4 juni 2011 20:15 | Karhan 63' | Verslag |         | Štadión Pasienky, Bratislava Toeschouwers: 4.300 Scheidsrechter: Lorenc Jemini |

|                   |           |         |               |                                                                            |
| 4 juni 2011 21:30 | Macedonië | 0 – 2   | Ierland       | Philip II Arena, Skopje Toeschouwers: 33.200 Scheidsrechter: Florian Meyer |
| 4 juni 2011 21:30 |           | Verslag | 8', 37' Keane | Philip II Arena, Skopje Toeschouwers: 33.200 Scheidsrechter: Florian Meyer |

|                        |             |         |           |                                                                                          |
| 2 september 2011 18:00 | Rusland     | 1 – 0   | Macedonië | Olympisch Stadion Loezjniki, Moskou Toeschouwers: 30.000 Scheidsrechter: Bülent Yıldırım |
| 2 september 2011 18:00 | Semsjov 41' | Verslag |           | Olympisch Stadion Loezjniki, Moskou Toeschouwers: 30.000 Scheidsrechter: Bülent Yıldırım |

|                        |         |         |                                                       |                                                                                         |
| 2 september 2011 18:00 | Andorra | 0 – 3   | Armenië                                               | Estadi Comunal, Andorra la Vella Toeschouwers: 750 Scheidsrechter: Alexander Kostadinov |
| 2 september 2011 18:00 |         | Verslag | 35' Pizzelli 75' G. Ghazaryan 90+2' (pen.) Mchitarjan | Estadi Comunal, Andorra la Vella Toeschouwers: 750 Scheidsrechter: Alexander Kostadinov |

|                        |         |       |           |                                                                          |
| 2 september 2011 20:45 | Ierland | 0 – 0 | Slowakije | Aviva Stadion, Dublin Toeschouwers: 35.480 Scheidsrechter: Pedro Proença |
| 2 september 2011 20:45 | Verslag |       |           | Aviva Stadion, Dublin Toeschouwers: 35.480 Scheidsrechter: Pedro Proença |

|                        |         |       |         |                                                                                      |
| 6 september 2011 17:00 | Rusland | 0 – 0 | Ierland | Olympisch Stadion Loezjniki, Moskou Toeschouwers: 48.717 Scheidsrechter: Felix Brych |
| 6 september 2011 17:00 | Verslag |       |         | Olympisch Stadion Loezjniki, Moskou Toeschouwers: 48.717 Scheidsrechter: Felix Brych |

|                        |               |         |         |                                                                                |
| 6 september 2011 20:00 | Macedonië     | 1 – 0   | Andorra | Philip II Arena, Skopje Toeschouwers: 5.000 Scheidsrechter: Mark Steven Whitby |
| 6 september 2011 20:00 | Ivanovski 59' | Verslag |         | Philip II Arena, Skopje Toeschouwers: 5.000 Scheidsrechter: Mark Steven Whitby |

|                        |           |         |                                                              |                                                                              |
| 6 september 2011 20:15 | Slowakije | 0 – 4   | Armenië                                                      | Štadión pod Dubňom, Žilina Toeschouwers: 7.238 Scheidsrechter: Marcin Borski |
| 6 september 2011 20:15 |           | Verslag | 57' Movsisjan 70' Mchitarjan 80' G. Ghazaryan 90+1' Sarkisov | Štadión pod Dubňom, Žilina Toeschouwers: 7.238 Scheidsrechter: Marcin Borski |

|                      |                                                             |         |           | |
| 7 oktober 2011 17:00 | Armenië                                                     | 4 – 1   | Macedonië | Vazgen Sargsyan Republicanstadion, Yerevan Toeschouwers: 14.403 Scheidsrechter: Robert Schörgenhofer |
| 7 oktober 2011 17:00 | Pizzelli 28' Mchitarjan 34' G. Ghazaryan 69' Sarkisov 90+1' | Verslag | 86' Šikov | Vazgen Sargsyan Republicanstadion, Yerevan Toeschouwers: 14.403 Scheidsrechter: Robert Schörgenhofer |

|                      |           |         |              |                                                                                |
| 7 oktober 2011 20:15 | Slowakije | 0 – 1   | Rusland      | Štadión pod Dubňom, Žilina Toeschouwers: 10.087 Scheidsrechter: Jonas Eriksson |
| 7 oktober 2011 20:15 |           | Verslag | 71' Dzagojev | Štadión pod Dubňom, Žilina Toeschouwers: 10.087 Scheidsrechter: Jonas Eriksson |

|                      |         |         |                      |                                                                                  |
| 7 oktober 2011 21:30 | Andorra | 0 – 2   | Ierland              | Estadi Comunal, Andorra la Vella Toeschouwers: 860 Scheidsrechter: Libor Kovařik |
| 7 oktober 2011 21:30 |         | Verslag | 8' Doyle 20' McGeady | Estadi Comunal, Andorra la Vella Toeschouwers: 860 Scheidsrechter: Libor Kovařik |

|                       |                                                                                       |         |         |                                                                                     |
| 11 oktober 2011 19:45 | Rusland                                                                               | 6 – 0   | Andorra | Olympisch Stadion Loezjniki, Moskou Toeschouwers: 38.790 Scheidsrechter: Eli Hacmon |
| 11 oktober 2011 19:45 | Dzagojev 5', 44' Ignasjevitsj 26' Pavljoetsjenko 30' Gloesjakov 59' Biljaletdinov 78' | Verslag |         | Olympisch Stadion Loezjniki, Moskou Toeschouwers: 38.790 Scheidsrechter: Eli Hacmon |

|                       |                                    |         |                |                                                                                       |
| 11 oktober 2011 19:45 | Ierland                            | 2 – 1   | Armenië        | Aviva Stadion, Dublin Toeschouwers: 45.200 Scheidsrechter: Eduardo Iturralde González |
| 11 oktober 2011 19:45 | V. Aleksanyan 43' (e.d.) Dunne 59' | Verslag | 62' Mchitarjan | Aviva Stadion, Dublin Toeschouwers: 45.200 Scheidsrechter: Eduardo Iturralde González |

|                       |             |         |             |                                                                          |
| 11 oktober 2011 19:45 | Macedonië   | 1 – 1   | Slowakije   | Philip II Arena, Skopje Toeschouwers: 4.100 Scheidsrechter: Tony Chapron |
| 11 oktober 2011 19:45 | Noveski 79' | Verslag | 54' Piroska | Philip II Arena, Skopje Toeschouwers: 4.100 Scheidsrechter: Tony Chapron |

### Groep C
Het WK was voor titelverdediger Italië een groot fiasco, het werd laatste in een groep met Paraguay, Slowakije en Nieuw-Zeeland. Het stond voor het WK al vast dat Cesare Prandelli de nieuwe bondscoach zou worden. Italië nam afscheid van spelers waarmee Italië in 2006 wereldkampioen werd zoals Fabio Cannavaro en Gennaro Gattuso, sterkhouders als doelman Gianluigi Buffon en Pirlo bleven doorgaan. Italië kende een vlekkeloze campagne, voor het zich kwalificeerde had het alleen puntverlies geleden tegen Noord-Ierland, op de achtste speeldag werd kwalificatie veilig gesteld na een 1-0 overwinning op Slovenië. Tot de nieuwe generatie internationals behoorde Mario Balotelli, de aanvaller van Manchester City was vooral bekend om zijn onaangepaste gedrag.
De strijd om de tweede plaats zorgde steeds voor wijzigingen in de stand, omdat de ploegen onderling veel punten aan elkaar verspeelden. Deelnemers aan het laatste WK Slovenië en Servië verloren beiden een thuiswedstrijd in de beginfase: Slovenië verloor met 0-1 van Noord-Ierland, Servië met 1-3 van Estland. De wedstrijd tussen Italië en Servië in Genua werd gestaakt, omdat Servische supporters vuurwerk op het veld gooiden. Servië wilde het duel overspelen, maar de UEFA gaf Italië een reglementaire overwinning van 3-0.
Voor de laatste vier speelronden stond Slovenië op de tweede plaats met elf punten uit zeven wedstrijden, Noord-Ierland en Servië hadden respectievelijk negen en acht punten , maar een wedstrijd minder gespeeld. Estland leek kansloos met zeven punten uit zeven wedstrijden, maar kwam weer in beeld na zeges op Slovenië en Noord-Ierland. Deze landen haakten af en na een 1-2 zege van Estland op Noord-Ierland en een gelijkspel van Servië tegen Italië had het uitgespeelde Estland een voorsprong van één punt op Servië. Servië moest zijn laatste wedstrijd winnen van het al uitgeschakelde Slovenië, maar verloor met 1-0. Estland bereikte zijn grootste succes in zijn bestaan, was het tweede Baltische land in de geschiedenis dat de Play-Offs haalden (Letland 2004 was de eerste) en moest daarin spelen tegen Ierland.
| Land          | Wed | Win | Gel | Ver | DV | DT | +/− | Pnt |
| ------------- | --- | --- | --- | --- | -- | -- | --- | --- |
| Italië        | 10  | 8   | 2   | 0   | 20 | 2  | +18 | 26  |
| Estland       | 10  | 5   | 1   | 4   | 15 | 14 | +1  | 16  |
| Servië        | 10  | 4   | 3   | 3   | 13 | 12 | +1  | 15  |
| Slovenië      | 10  | 4   | 2   | 4   | 11 | 7  | +4  | 14  |
| Noord-Ierland | 10  | 2   | 3   | 5   | 9  | 13 | –4  | 9   |
| Faeröer       | 10  | 1   | 1   | 8   | 6  | 26 | –20 | 4   |

|                        |                          |         |                |                                                                                         |
| 11 augustus 2010 19:00 | Estland                  | 2 – 1   | Faeröer        | A. Le Coq Arena, Tallinn Toeschouwers: 5.470 Scheidsrechter: Ante Vučemilović-Šimunović |
| 11 augustus 2010 19:00 | Saag 90+1' Piiroja 90+3' | Verslag | 28' Edmundsson | A. Le Coq Arena, Tallinn Toeschouwers: 5.470 Scheidsrechter: Ante Vučemilović-Šimunović |

|                        |         |         |                                       |                                                                           |
| 3 september 2010 19:00 | Faeröer | 0 – 3   | Servië                                | Tórsvøllur, Tórshavn Toeschouwers: 1.847 Scheidsrechter: Albert Toussaint |
| 3 september 2010 19:00 |         | Verslag | 14' Lazović 18' Stanković 90+1' Žigić | Tórsvøllur, Tórshavn Toeschouwers: 1.847 Scheidsrechter: Albert Toussaint |

|                        |            |         |                         |                                                                                      |
| 3 september 2010 20:30 | Estland    | 1 – 2   | Italië                  | A. Le Coq Arena, Tallinn Toeschouwers: 8.600 Scheidsrechter: Carlos Velasco Carballo |
| 3 september 2010 20:30 | Zenjov 31' | Verslag | 60' Cassano 63' Bonucci | A. Le Coq Arena, Tallinn Toeschouwers: 8.600 Scheidsrechter: Carlos Velasco Carballo |

|                        |          |         |               |                                                                                |
| 3 september 2010 20:45 | Slovenië | 0 – 1   | Noord-Ierland | Ljudski vrt, Maribor Toeschouwers: 12.000 Scheidsrechter: Pavel Cristian Balaj |
| 3 september 2010 20:45 |          | Verslag | 70' Evans     | Ljudski vrt, Maribor Toeschouwers: 12.000 Scheidsrechter: Pavel Cristian Balaj |

|                        |           |         |               |                                                                                       |
| 7 september 2010 20:30 | Servië    | 1 – 1   | Slovenië      | Rode Ster-stadion, Belgrado Toeschouwers: 24.028 Scheidsrechter: Olegário Benquerença |
| 7 september 2010 20:30 | Žigić 86' | Verslag | 63' Novakovič | Rode Ster-stadion, Belgrado Toeschouwers: 24.028 Scheidsrechter: Olegário Benquerença |

|                        |                                                                   |         |         |                                                                                        |
| 7 september 2010 20:50 | Italië                                                            | 5 – 0   | Faeröer | Stadio Artemio Franchi, Florence Toeschouwers: 19.266 Scheidsrechter: Aleksei Kulbakov |
| 7 september 2010 20:50 | Gilardino 11' De Rossi 22' Cassano 27' Quagliarella 81' Pirlo 90' | Verslag |         | Stadio Artemio Franchi, Florence Toeschouwers: 19.266 Scheidsrechter: Aleksei Kulbakov |

|                      |                |         |                                             |                                                                                  |
| 8 oktober 2010 20:30 | Servië         | 1 – 3   | Estland                                     | Stadion Partizan, Belgrado Toeschouwers: 10.000 Scheidsrechter: Maksim Layushkin |
| 8 oktober 2010 20:30 | Kuzmanović 60' | Verslag | 63' Kink 73' Vassiljev 90+1' (e.d.) Luković | Stadion Partizan, Belgrado Toeschouwers: 10.000 Scheidsrechter: Maksim Layushkin |

|                      |               |       |        |                                                                         |
| 8 oktober 2010 20:45 | Noord-Ierland | 0 – 0 | Italië | Windsor Park, Belfast Toeschouwers: 15.150 Scheidsrechter: Tony Chapron |
| 8 oktober 2010 20:45 | Verslag       |       |        | Windsor Park, Belfast Toeschouwers: 15.150 Scheidsrechter: Tony Chapron |

|                      |                                                     |         |                 |                                                                           |
| 8 oktober 2010 20:45 | Slovenië                                            | 5 – 1   | Faeröer         | Stozice, Ljubljana Toeschouwers: 15.750 Scheidsrechter: Stanislav Todorov |
| 8 oktober 2010 20:45 | Matavž 25', 36', 65' Novakovič 72' (pen.) Dedič 84' | Verslag | 90+3' Mouritsen | Stozice, Ljubljana Toeschouwers: 15.750 Scheidsrechter: Stanislav Todorov |

|                       |           |         |               |                                                                          |
| 12 oktober 2010 17:00 | Faeröer   | 1 – 1   | Noord-Ierland | Svangaskarð, Toftir Toeschouwers: 1.921 Scheidsrechter: Cyril Zimmermann |
| 12 oktober 2010 17:00 | Holst 60' | Verslag | 76' Lafferty  | Svangaskarð, Toftir Toeschouwers: 1.921 Scheidsrechter: Cyril Zimmermann |

|                       |         |         |                       |                                                                             |
| 12 oktober 2010 20:30 | Estland | 0 – 1   | Slovenië              | A. Le Coq Arena, Tallinn Toeschouwers: 5.722 Scheidsrechter: Tommy Skjerven |
| 12 oktober 2010 20:30 |         | Verslag | 66' (e.d.) Sidorenkov | A. Le Coq Arena, Tallinn Toeschouwers: 5.722 Scheidsrechter: Tommy Skjerven |

|                       |                                               |          |        |                                                            |
| 12 oktober 2010 20:50 | Italië                                        | 3 – 0 ff | Servië | Stadio Luigi Ferraris, Genua Scheidsrechter: Craig Thomson |
| 12 oktober 2010 20:50 | Wangedrag van de Servische supporters Verslag |          |        | Stadio Luigi Ferraris, Genua Scheidsrechter: Craig Thomson |

|                     |                        |         |               |                                                                              |
| 25 maart 2011 20:30 | Servië                 | 2 – 1   | Noord-Ierland | Rode Ster-stadion, Belgrado Toeschouwers: 265 Scheidsrechter: Serge Gumienny |
| 25 maart 2011 20:30 | Pantelić 65' Tošić 74' | Verslag | 40' McAuley   | Rode Ster-stadion, Belgrado Toeschouwers: 265 Scheidsrechter: Serge Gumienny |

|                     |          |         |           |                                                                     |
| 25 maart 2011 20:45 | Slovenië | 0 – 1   | Italië    | Stozice, Ljubljana Toeschouwers: 16.500 Scheidsrechter: Felix Brych |
| 25 maart 2011 20:45 |          | Verslag | 73' Motta | Stozice, Ljubljana Toeschouwers: 16.500 Scheidsrechter: Felix Brych |

|                     |               |         |              |                                                                          |
| 29 maart 2011 20:30 | Estland       | 1 – 1   | Servië       | A. Le Coq Arena, Tallinn Toeschouwers: 5.185 Scheidsrechter: Bas Nijhuis |
| 29 maart 2011 20:30 | Vassiljev 84' | Verslag | 38' Pantelić | A. Le Coq Arena, Tallinn Toeschouwers: 5.185 Scheidsrechter: Bas Nijhuis |

|                     |               |       |          |                                                                          |
| 29 maart 2011 20:45 | Noord-Ierland | 0 – 0 | Slovenië | Windsor Park, Belfast Toeschouwers: 11.299 Scheidsrechter: Björn Kuipers |
| 29 maart 2011 20:45 | Verslag       |       |          | Windsor Park, Belfast Toeschouwers: 11.299 Scheidsrechter: Björn Kuipers |

|                   |         |         |                                   |                                                                      |
| 3 juni 2011 19:30 | Faeröer | 0 – 2   | Slovenië                          | Svangaskarð, Toftir Toeschouwers: 974 Scheidsrechter: Oliver Drachta |
| 3 juni 2011 19:30 |         | Verslag | 29' Matavž 47' (e.d.) Baldvinsson | Svangaskarð, Toftir Toeschouwers: 974 Scheidsrechter: Oliver Drachta |

|                   |                                   |         |         |                                                                                         |
| 3 juni 2011 20:50 | Italië                            | 3 – 0   | Estland | Stadio Alberto Braglia, Modena Toeschouwers: 19.434 Scheidsrechter: Alexandru Dan Tudor |
| 3 juni 2011 20:50 | Rossi 21' Cassano 39' Pazzini 68' | Verslag |         | Stadio Alberto Braglia, Modena Toeschouwers: 19.434 Scheidsrechter: Alexandru Dan Tudor |

|                   |                                      |         |         |                                                                       |
| 7 juni 2011 20:30 | Faeröer                              | 2 – 0   | Estland | Svangaskarð, Toftir Toeschouwers: 1.715 Scheidsrechter: Antti Munukka |
| 7 juni 2011 20:30 | Benjaminsen 43' (pen.) A. Hansen 47' | Verslag |         | Svangaskarð, Toftir Toeschouwers: 1.715 Scheidsrechter: Antti Munukka |

|                        |                                      |         |         |                                                                           |
| 10 augustus 2011 20:45 | Noord-Ierland                        | 4 – 0   | Faeröer | Windsor Park, Belfast Toeschouwers: 13.183 Scheidsrechter: Emir Alecković |
| 10 augustus 2011 20:45 | Hughes 5' Davis 66' McCourt 71', 88' | Verslag |         | Windsor Park, Belfast Toeschouwers: 13.183 Scheidsrechter: Emir Alecković |

|                        |               |         |              |                                                                             |
| 2 september 2011 20:45 | Noord-Ierland | 0 – 1   | Servië       | Windsor Park, Belfast Toeschouwers: 15.148 Scheidsrechter: Thomas Einwaller |
| 2 september 2011 20:45 |               | Verslag | 67' Pantelić | Windsor Park, Belfast Toeschouwers: 15.148 Scheidsrechter: Thomas Einwaller |

|                        |            |         |                                |                                                                        |
| 2 september 2011 20:45 | Slovenië   | 1 – 2   | Estland                        | Stozice, Ljubljana Toeschouwers: 15.480 Scheidsrechter: Stephan Studer |
| 2 september 2011 20:45 | Matavž 78' | Verslag | 29' (pen.) Vassiljev 81' Purje | Stozice, Ljubljana Toeschouwers: 15.480 Scheidsrechter: Stephan Studer |

|                        |         |         |             |                                                                       |
| 2 september 2011 20:45 | Faeröer | 0 – 1   | Italië      | Tórsvøllur, Torshavn Toeschouwers: 5.654 Scheidsrechter: Tamás Bognar |
| 2 september 2011 20:45 |         | Verslag | 11' Cassano | Tórsvøllur, Torshavn Toeschouwers: 5.654 Scheidsrechter: Tamás Bognar |

|                        |                                       |         |                 |                                                                                  |
| 6 september 2011 20:30 | Servië                                | 3 – 1   | Faeröer         | Stadion Partizan, Belgrado Toeschouwers: 7.500 Scheidsrechter: Arman Amirkhanyan |
| 6 september 2011 20:30 | Jovanović 6' Tošić 23' Kuzmanović 69' | Verslag | 37' Benjaminsen | Stadion Partizan, Belgrado Toeschouwers: 7.500 Scheidsrechter: Arman Amirkhanyan |

|                        |                                         |         |                    |                                                                                |
| 6 september 2011 20:30 | Estland                                 | 4 – 1   | Noord-Ierland      | A. Le Coq Arena, Tallinn Toeschouwers: 8.660 Scheidsrechter: Daniel Stålhammar |
| 6 september 2011 20:30 | Vunk 28' Kink 32' Zenjov 59' Saag 90+3' | Verslag | 40' (e.d.) Piiroja | A. Le Coq Arena, Tallinn Toeschouwers: 8.660 Scheidsrechter: Daniel Stålhammar |

|                        |             |         |          |                                                                                         |
| 6 september 2011 20:45 | Italië      | 1 – 0   | Slovenië | Stadio Artemio Franchi, Florence Toeschouwers: 18.000 Scheidsrechter: Svein Oddvar Moen |
| 6 september 2011 20:45 | Pazzini 85' | Verslag |          | Stadio Artemio Franchi, Florence Toeschouwers: 18.000 Scheidsrechter: Svein Oddvar Moen |

|                      |              |         |              |                                                                                |
| 7 oktober 2011 20:45 | Servië       | 1 – 1   | Italië       | Rode Ster-stadion, Belgrado Toeschouwers: 35.000 Scheidsrechter: Pedro Proença |
| 7 oktober 2011 20:45 | Ivanović 26' | Verslag | 2' Marchisio | Rode Ster-stadion, Belgrado Toeschouwers: 35.000 Scheidsrechter: Pedro Proença |

|                      |               |         |                           |                                                                         |
| 7 oktober 2011 20:45 | Noord-Ierland | 1 – 2   | Estland                   | Windsor Park, Belfast Toeschouwers: 12.604 Scheidsrechter: Manuel Gräfe |
| 7 oktober 2011 20:45 | Davis 22'     | Verslag | 77' (pen.), 84' Vassiljev | Windsor Park, Belfast Toeschouwers: 12.604 Scheidsrechter: Manuel Gräfe |

|                       |                                     |         |               |                                                                                    |
| 11 oktober 2011 20:45 | Italië                              | 3 – 0   | Noord-Ierland | Stadio Adriatico, Pescara Toeschouwers: 19.480 Scheidsrechter: Antonio Mateu Lahoz |
| 11 oktober 2011 20:45 | Cassano 21', 53' McAuley 74' (e.d.) | Verslag |               | Stadio Adriatico, Pescara Toeschouwers: 19.480 Scheidsrechter: Antonio Mateu Lahoz |

|                       |             |         |        |                                                                             |
| 11 oktober 2011 20:45 | Slovenië    | 1 – 0   | Servië | Ljudski vrt, Maribor Toeschouwers: 9.848 Scheidsrechter: Frank De Bleeckere |
| 11 oktober 2011 20:45 | Vršič 45+1' | Verslag |        | Ljudski vrt, Maribor Toeschouwers: 9.848 Scheidsrechter: Frank De Bleeckere |

### Groep D
Na een WK vol incidenten kwam bij Frankrijk eindelijk een einde aan de woelige periode rond coach Raymond Domenech, Laurent Blanc de oud-wereldkampioen die Girondins de Bordeaux kampioen maakte volgde hem op. In de eerste wedstrijd zette Frankrijk de lijn van het totaal mislukte WK door door thuis met 0-1 van Wit Rusland te verliezen. In de volgende wedstrijd werd de uitwedstrijd van de belangrijkste concurrent Bosnië en Herzegovina gewonnen, het eerste doelpunt werd gescoord door de weer geselecteerde Karim Benzema. In deze Oost-Europese poule lukte het Frankrijk niet definitief afstand te nemen van de concurrentie en was de thuiswedstrijd tegen Bosnië beslissend, Frankrijk had één punt voorsprong. Frankrijk werd in de eerste helft overlopen en uit de vele kansen scoorde Bosnië via zijn steraanvaller van Manchester City Džeko. In de tweede helft werd een overtreding gemaakt op Samir Nasri, hij benutte de strafschop zelf: 1-1. Met de hakken over de sloot plaatste Frankrijk zich, Bosnië moest in de Play-Offs spelen tegen Portugal.
| Land                  | Wed | Win | Gel | Ver | DV | DT | +/− | Pnt |
| --------------------- | --- | --- | --- | --- | -- | -- | --- | --- |
| Frankrijk             | 10  | 6   | 3   | 1   | 15 | 4  | +11 | 21  |
| Bosnië en Herzegovina | 10  | 6   | 2   | 2   | 17 | 8  | +9  | 20  |
| Roemenië              | 10  | 3   | 5   | 2   | 13 | 9  | +4  | 14  |
| Wit-Rusland           | 10  | 3   | 4   | 3   | 8  | 7  | +1  | 13  |
| Albanië               | 10  | 2   | 3   | 5   | 7  | 14 | –7  | 9   |
| Luxemburg             | 10  | 1   | 1   | 8   | 3  | 21 | –18 | 4   |

|                        |            |         |            |                                                                                  |
| 2 september 2010 20:00 | Roemenië   | 1 – 1   | Albanië    | Ceahlăul, Piatra Neamţ Toeschouwers: 13.400 Scheidsrechter: Robert Schörgenhofer |
| 2 september 2010 20:00 | Stancu 80' | Verslag | 87' Muzaka | Ceahlăul, Piatra Neamţ Toeschouwers: 13.400 Scheidsrechter: Robert Schörgenhofer |

|                        |           |         |                                 |                                                                                    |
| 2 september 2010 20:15 | Luxemburg | 0 – 3   | Bosnië en Herzegovina           | Stade Josy Barthel, Luxemburg Toeschouwers: 7.327 Scheidsrechter: Veaceslav Banari |
| 2 september 2010 20:15 |           | Verslag | 6' Ibričić 12' Pjanić 16' Džeko | Stade Josy Barthel, Luxemburg Toeschouwers: 7.327 Scheidsrechter: Veaceslav Banari |

|                        |           |         |             |                                                                             |
| 2 september 2010 21:00 | Frankrijk | 0 – 1   | Wit-Rusland | Stade de France, Parijs Toeschouwers: 76.395 Scheidsrechter: William Collum |
| 2 september 2010 21:00 |           | Verslag | 86' Kislyak | Stade de France, Parijs Toeschouwers: 76.395 Scheidsrechter: William Collum |

|                        |             |       |          |                                                                          |
| 7 september 2010 19:30 | Wit-Rusland | 0 – 0 | Roemenië | Dinamostadion, Minsk Toeschouwers: 26.354 Scheidsrechter: Pavel Královec |
| 7 september 2010 19:30 | Verslag     |       |          | Dinamostadion, Minsk Toeschouwers: 26.354 Scheidsrechter: Pavel Královec |

|                        |            |         |           |                                                                               |
| 7 september 2010 20:15 | Albanië    | 1 – 0   | Luxemburg | Qemal Stafastadion, Tirana Toeschouwers: 11.800 Scheidsrechter: Richard Trutz |
| 7 september 2010 20:15 | Salihi 37' | Verslag |           | Qemal Stafastadion, Tirana Toeschouwers: 11.800 Scheidsrechter: Richard Trutz |

|                        |                       |         |                         |                                                                                        |
| 7 september 2010 21:00 | Bosnië en Herzegovina | 0 – 2   | Frankrijk               | Asim Ferhatović Hasestadion, Sarajevo Toeschouwers: 28.000 Scheidsrechter: Felix Brych |
| 7 september 2010 21:00 |                       | Verslag | 72' Benzema 78' Malouda | Asim Ferhatović Hasestadion, Sarajevo Toeschouwers: 28.000 Scheidsrechter: Felix Brych |

|                      |           |       |             |                                                                                      |
| 8 oktober 2010 20:15 | Luxemburg | 0 – 0 | Wit-Rusland | Stade Josy Barthel, Luxemburg Toeschouwers: 1.857 Scheidsrechter: Aleksandar Stavrev |
| 8 oktober 2010 20:15 | Verslag   |       |             | Stade Josy Barthel, Luxemburg Toeschouwers: 1.857 Scheidsrechter: Aleksandar Stavrev |

|                      |               |         |                       |                                                                                    |
| 8 oktober 2010 20:30 | Albanië       | 1 – 1   | Bosnië en Herzegovina | Qemal Stafastadion, Tirana Toeschouwers: 11.300 Scheidsrechter: Kristinn Jakobsson |
| 8 oktober 2010 20:30 | K. Duro 45+2' | Verslag | 21' Ibišević          | Qemal Stafastadion, Tirana Toeschouwers: 11.300 Scheidsrechter: Kristinn Jakobsson |

|                      |                         |         |          |                                                                            |
| 9 oktober 2010 21:00 | Frankrijk               | 2 – 0   | Roemenië | Stade de France, Parijs Toeschouwers: 79.299 Scheidsrechter: Pedro Proença |
| 9 oktober 2010 21:00 | Rémy 83' Gourcuff 90+3' | Verslag |          | Stade de France, Parijs Toeschouwers: 79.299 Scheidsrechter: Pedro Proença |

|                       |                          |         |         |                                                                          |
| 12 oktober 2010 19:30 | Wit-Rusland              | 2 – 0   | Albanië | Dinamostadion, Minsk Toeschouwers: 7.000 Scheidsrechter: Peter Rasmussen |
| 12 oktober 2010 19:30 | Rodionov 10' Krivets 77' | Verslag |         | Dinamostadion, Minsk Toeschouwers: 7.000 Scheidsrechter: Peter Rasmussen |

|                       |                          |         |           |                                                                                       |
| 12 oktober 2010 21:00 | Frankrijk                | 2 – 0   | Luxemburg | Stade Municipal Saint-Symphorien, Metz Toeschouwers: 24.710 Scheidsrechter: Matej Jug |
| 12 oktober 2010 21:00 | Benzema 22' Gourcuff 76' | Verslag |           | Stade Municipal Saint-Symphorien, Metz Toeschouwers: 24.710 Scheidsrechter: Matej Jug |

|                     |           |         |                        |                                                                                    |
| 25 maart 2011 21:00 | Luxemburg | 0 – 2   | Frankrijk              | Stade Josy Barthel, Luxemburg Toeschouwers: 8.400 Scheidsrechter: Tom Harald Hagen |
| 25 maart 2011 21:00 |           | Verslag | 28' Mexès 72' Gourcuff | Stade Josy Barthel, Luxemburg Toeschouwers: 8.400 Scheidsrechter: Tom Harald Hagen |

|                     |                        |         |            |                                                                                      |
| 26 maart 2011 19:15 | Bosnië en Herzegovina  | 2 – 1   | Roemenië   | Bilino Polje, Zenica Toeschouwers: 15.000 Scheidsrechter: Fernando Teixeira Vitienes |
| 26 maart 2011 19:15 | Ibišević 63' Džeko 83' | Verslag | 29' Marica | Bilino Polje, Zenica Toeschouwers: 15.000 Scheidsrechter: Fernando Teixeira Vitienes |

|                     |            |         |             |                                                                                      |
| 26 maart 2011 20:00 | Albanië    | 1 – 0   | Wit-Rusland | Qemal Stafastadion, Tirana Toeschouwers: 11.500 Scheidsrechter: Markus Strömbergsson |
| 26 maart 2011 20:00 | Salihi 62' | Verslag |             | Qemal Stafastadion, Tirana Toeschouwers: 11.500 Scheidsrechter: Markus Strömbergsson |

|                     |                        |         |            |                                                                           |
| 29 maart 2011 19:45 | Roemenië               | 3 – 1   | Luxemburg  | Ceahlăul, Piatra Neamţ Toeschouwers: 14.000 Scheidsrechter: Hüseyin Göçek |
| 29 maart 2011 19:45 | Mutu 24', 68' Zicu 78' | Verslag | 22' Gerson | Ceahlăul, Piatra Neamţ Toeschouwers: 14.000 Scheidsrechter: Hüseyin Göçek |

|                   |                          |         |                       |                                                                               |
| 3 juni 2011 20:00 | Roemenië                 | 3 – 0   | Bosnië en Herzegovina | Giuleștistadion, Boekarest Toeschouwers: 8.200 Scheidsrechter: Jonas Eriksson |
| 3 juni 2011 20:00 | Mutu 37' Marica 41', 55' | Verslag |                       | Giuleștistadion, Boekarest Toeschouwers: 8.200 Scheidsrechter: Jonas Eriksson |

|                   |                   |         |             |                                                                                    |
| 3 juni 2011 20:50 | Wit-Rusland       | 1 – 1   | Frankrijk   | Dinamostadion, Minsk Toeschouwers: 26.500 Scheidsrechter: David Fernández Borbalán |
| 3 juni 2011 20:50 | Abidal 20' (e.d.) | Verslag | 22' Malouda | Dinamostadion, Minsk Toeschouwers: 26.500 Scheidsrechter: David Fernández Borbalán |

|                   |                                  |         |           |                                                                        |
| 7 juni 2011 19:00 | Wit-Rusland                      | 2 – 0   | Luxemburg | Dinamostadion, Minsk Toeschouwers: 9.500 Scheidsrechter: Anar Salmanov |
| 7 juni 2011 19:00 | Kornilenko 48' (pen.) Putilo 73' | Verslag |           | Dinamostadion, Minsk Toeschouwers: 9.500 Scheidsrechter: Anar Salmanov |

|                   |                              |         |         |                                                                     |
| 7 juni 2011 20:15 | Bosnië en Herzegovina        | 2 – 0   | Albanië | Bilino Polje, Zenica Toeschouwers: 9.000 Scheidsrechter: Kevin Blom |
| 7 juni 2011 20:15 | Međunjanin 67' Maletić 90+1' | Verslag |         | Bilino Polje, Zenica Toeschouwers: 9.000 Scheidsrechter: Kevin Blom |

|                        |             |         |                                     |                                                                         |
| 2 september 2011 19:30 | Wit-Rusland | 0 – 2   | Bosnië en Herzegovina               | Dinamostadion, Minsk Toeschouwers: 28.500 Scheidsrechter: Viktor Kassai |
| 2 september 2011 19:30 |             | Verslag | 22' (pen.) Salihović 24' Međunjanin | Dinamostadion, Minsk Toeschouwers: 28.500 Scheidsrechter: Viktor Kassai |

|                        |           |         |                |                                                                                  |
| 2 september 2011 19:30 | Luxemburg | 0 – 2   | Roemenië       | Stade Josy Barthel, Luxemburg Toeschouwers: 2.812 Scheidsrechter: Sergei Karasev |
| 2 september 2011 19:30 |           | Verslag | 34', 45' Torje | Stade Josy Barthel, Luxemburg Toeschouwers: 2.812 Scheidsrechter: Sergei Karasev |

|                        |             |         |                        |                                                                                  |
| 2 september 2011 21:00 | Albanië     | 1 – 2   | Frankrijk              | Qemal Stafastadion, Tirana Toeschouwers: 15.600 Scheidsrechter: Aleksei Nikolaev |
| 2 september 2011 21:00 | Bogdani 46' | Verslag | 11' Benzema 18' M'Vila | Qemal Stafastadion, Tirana Toeschouwers: 15.600 Scheidsrechter: Aleksei Nikolaev |

|                        |                       |         |             |                                                                           |
| 6 september 2011 20:15 | Bosnië en Herzegovina | 1 – 0   | Wit-Rusland | Bilino Polje, Zenica Toeschouwers: 12.000 Scheidsrechter: Martin Atkinson |
| 6 september 2011 20:15 | Misimović 87'         | Verslag |             | Bilino Polje, Zenica Toeschouwers: 12.000 Scheidsrechter: Martin Atkinson |

|                        |                         |         |             |                                                                                |
| 6 september 2011 20:15 | Luxemburg               | 2 – 1   | Albanië     | Stade Josy Barthel, Luxemburg Toeschouwers: 2.132 Scheidsrechter: Petteri Kari |
| 6 september 2011 20:15 | Bettmer 27' Joachim 78' | Verslag | 64' Bogdani | Stade Josy Barthel, Luxemburg Toeschouwers: 2.132 Scheidsrechter: Petteri Kari |

|                        |          |       |           |                                                                                |
| 6 september 2011 20:30 | Roemenië | 0 – 0 | Frankrijk | Stadionul Național, Boekarest Toeschouwers: 49.137 Scheidsrechter: Howard Webb |
| 6 september 2011 20:30 | Verslag  |       |           | Stadionul Național, Boekarest Toeschouwers: 49.137 Scheidsrechter: Howard Webb |

|                      |                                                               |         |           |                                                                           |
| 7 oktober 2011 20:00 | Bosnië en Herzegovina                                         | 5 – 0   | Luxemburg | Bilino Polje, Zenica Toeschouwers: 12.000 Scheidsrechter: Simon Lee Evans |
| 7 oktober 2011 20:00 | Džeko 12' Misimović 15', 22' (pen.) Pjanić 36' Međunjanin 51' | Verslag |           | Bilino Polje, Zenica Toeschouwers: 12.000 Scheidsrechter: Simon Lee Evans |

|                      |                      |         |                           |                                                                               |
| 7 oktober 2011 20:30 | Roemenië             | 2 – 2   | Wit-Rusland               | Stadionul Național, Boekarest Toeschouwers: 29.486 Scheidsrechter: Alan Kelly |
| 7 oktober 2011 20:30 | Mutu 19', 51' (pen.) | Verslag | 45' Kornilenko 82' Dragun | Stadionul Național, Boekarest Toeschouwers: 29.486 Scheidsrechter: Alan Kelly |

|                      |                                     |         |         |                                                                                  |
| 7 oktober 2011 21:00 | Frankrijk                           | 3 – 0   | Albanië | Stade de France, Parijs Toeschouwers: 65.239 Scheidsrechter: Michael Koukoulakis |
| 7 oktober 2011 21:00 | Malouda 11' Rémy 38' Réveillère 67' | Verslag |         | Stade de France, Parijs Toeschouwers: 65.239 Scheidsrechter: Michael Koukoulakis |

|                       |            |         |            |                                                                                  |
| 11 oktober 2011 20:00 | Albanië    | 1 – 1   | Roemenië   | Qemal Stafastadion, Tirana Toeschouwers: 3.000 Scheidsrechter: Gediminas Mažeika |
| 11 oktober 2011 20:00 | Salihi 24' | Verslag | 77' Luchin | Qemal Stafastadion, Tirana Toeschouwers: 3.000 Scheidsrechter: Gediminas Mažeika |

|                       |                  |         |                       |                                                                            |
| 11 oktober 2011 21:00 | Frankrijk        | 1 – 1   | Bosnië en Herzegovina | Stade de France, Parijs Toeschouwers: 78.467 Scheidsrechter: Craig Thomson |
| 11 oktober 2011 21:00 | Nasri 78' (pen.) | Verslag | 40' Džeko             | Stade de France, Parijs Toeschouwers: 78.467 Scheidsrechter: Craig Thomson |

### Groep E
Van de basiself die in Zuid-Afrika tweede werd viel bij Nederland alleen linksback en aanvoerder  Giovanni van Bronckhorst af, hij stopte helemaal met voetbal, Mark van Bommel werd de nieuwe aanvoerder. Belangrijkste concurrent was Zweden, vooraf maakten een aantal Zweedse internationals stemming over het harde spel van een aantal Nederlanders. De meest bekritseerde Nigel de Jong werd door coach Bert van Marwijk na een nieuwe zware overtreding, nu in een competitieduel van zijn club Manchester City tegen de Fransman Hatem Ben Arfa geschorst. Ondanks veel geblesseerden werd Zweden ruimschoots verslagen, Klaas-Jan Huntelaar en Ibrahim Afellay scoorden beiden twee doelpunten en waren symbolen voor de versterkte concurrentie.
In de lente van 2011 was er een tweeluik tegen Hongarije, Nederland won de uitwedstrijd met veel gemak en met een 0-4 nederlaag kwamen de Hongaren nog goed weg. De return verliep anders, na een 1-0 voorsprong voor rust nam Hongarije een 1-2 voorsprong. Na de gelijkmaker van Wesley Sneijder en de 3-2 van de teruggekeerde Ruud van Nistelrooij maakte Hongarije gelijk via Zoltán Gera, maar twee treffers van Dirk Kuyt zorgden dat de punten in Nederland bleven. In de volgende wedstrijd boekte Nederland zijn grootste zege in zijn bestaan: 11-0 tegen San Marino en na een 0-2 zege tegen Finland was kwalificatie zeker, de nieuwelingen Kevin Strootman en Luuk de Jong scoorden. Nederland speelde de hele kwalificatie zonder Arjen Robben, die altijd geblesseerd was, een nawee van zijn geforceerde deelname aan het WK. Klaas Jan Huntelaar was topscorer van de hele kwalificatie met twaalf doelpunten, De concurrentie op het middenveld en de aanval was duidelijk toegenomen in vergelijking met het WK, de taak van bondscoach Bert van Marwijk de eenheid te bewaren.
Zweden was voorbestemd tweede te worden in deze groep. Het werd nog even spannend, toen Zweden met 2-1 verloor van Hongarije, maar na een 1-2 zege op Finland was Zweden verzekerd van de tweede plaats en kon het via een zege op Nederland de beste nummer twee van alle groepen worden. Zonder de geschorste steraanvaller Zlatan Ibrahimovic kwam Zweden in de 50e minuut achter door een doelpunt van Kirk Kuijt, maar door een benutte strafschop van Sebastian Larsson en de winnende treffer van de bij PSV spelende Ola Toivonen werd Nederland met 3-2 verslagen en was kwalificatie veilig gesteld.
| Land       | Wed | Win | Gel | Ver | DV | DT | +/− | Pnt |
| ---------- | --- | --- | --- | --- | -- | -- | --- | --- |
| Nederland  | 10  | 9   | 0   | 1   | 37 | 8  | +29 | 27  |
| Zweden     | 10  | 8   | 0   | 2   | 31 | 11 | +20 | 24  |
| Hongarije  | 10  | 6   | 1   | 3   | 22 | 14 | +8  | 19  |
| Finland    | 10  | 3   | 1   | 6   | 16 | 16 | 0   | 10  |
| Moldavië   | 10  | 3   | 0   | 7   | 12 | 16 | –4  | 9   |
| San Marino | 10  | 0   | 0   | 10  | 0  | 53 | –53 | 0   |

|                        |                        |         |         |                                                                            |
| 3 september 2010 18:30 | Moldavië               | 2 – 0   | Finland | Zimbru Stadion, Chisinau Toeschouwers: 10.300 Scheidsrechter: Robert Malek |
| 3 september 2010 18:30 | Suvorov 69' Dorosh 74' | Verslag |         | Zimbru Stadion, Chisinau Toeschouwers: 10.300 Scheidsrechter: Robert Malek |

|                        |                    |         |           |                                                                             |
| 3 september 2010 20:00 | Zweden             | 2 – 0   | Hongarije | Råsunda stadion, Solna Toeschouwers: 32.304 Scheidsrechter: Martin Atkinson |
| 3 september 2010 20:00 | Wernbloom 51', 73' | Verslag |           | Råsunda stadion, Solna Toeschouwers: 32.304 Scheidsrechter: Martin Atkinson |

|                        |            |         |                                                              |                                                                                 |
| 3 september 2010 20:45 | San Marino | 0 – 5   | Nederland                                                    | Stadio Olimpico, Serravalle Toeschouwers: 4.127 Scheidsrechter: Simon Lee Evans |
| 3 september 2010 20:45 |            | Verslag | 16' (pen.) Kuijt 38', 48', 67' Huntelaar 90' Van Nistelrooij | Stadio Olimpico, Serravalle Toeschouwers: 4.127 Scheidsrechter: Simon Lee Evans |

|                        |                                                                                              |         |            |                                                                           |
| 7 september 2010 20:00 | Zweden                                                                                       | 6 – 0   | San Marino | Swedbank Stadion, Malmö Toeschouwers: 21.083 Scheidsrechter: David McKeon |
| 7 september 2010 20:00 | Ibrahimović 7', 77' D. Simoncini 12' (e.d.) A. Simoncini 26' (e.d.) Granqvist 51' Berg 90+3' | Verslag |            | Swedbank Stadion, Malmö Toeschouwers: 21.083 Scheidsrechter: David McKeon |

|                        |                      |         |             |                                                                                    |
| 7 september 2010 20:30 | Hongarije            | 2 – 1   | Moldavië    | Szusza Ferenc Stadion, Boedapest Toeschouwers: 9.209 Scheidsrechter: Libor Kovařik |
| 7 september 2010 20:30 | Rudolf 50' Koman 66' | Verslag | 79' Suvorov | Szusza Ferenc Stadion, Boedapest Toeschouwers: 9.209 Scheidsrechter: Libor Kovařik |

|                        |                          |         |              |                                                                          |
| 7 september 2010 20:30 | Nederland                | 2 – 1   | Finland      | De Kuip, Rotterdam Toeschouwers: 25.000 Scheidsrechter: Aleksei Nikolaev |
| 7 september 2010 20:30 | Huntelaar 7', 16' (pen.) | Verslag | 18' Forssell | De Kuip, Rotterdam Toeschouwers: 25.000 Scheidsrechter: Aleksei Nikolaev |

|                      |                                                                                |         |            |                                                                                     |
| 8 oktober 2010 19:00 | Hongarije                                                                      | 8 – 0   | San Marino | Puskás Ferenc Stadion, Boedapest Toeschouwers: 10.596 Scheidsrechter: Hannes Kaasik |
| 8 oktober 2010 19:00 | Rudolf 11', 25' Szalai 18', 27', 48' Koman 60' Dzsudzsák 89' Gera 90+4' (pen.) | Verslag |            | Puskás Ferenc Stadion, Boedapest Toeschouwers: 10.596 Scheidsrechter: Hannes Kaasik |

|                      |          |         |               |                                                                             |
| 8 oktober 2010 20:30 | Moldavië | 0 – 1   | Nederland     | Zimbru Stadion, Chisinau Toeschouwers: 10.500 Scheidsrechter: Florian Meyer |
| 8 oktober 2010 20:30 |          | Verslag | 37' Huntelaar | Zimbru Stadion, Chisinau Toeschouwers: 10.500 Scheidsrechter: Florian Meyer |

|                       |              |         |                            |                                                                             |
| 12 oktober 2010 17:30 | Finland      | 1 – 2   | Hongarije                  | Olympisch Stadion, Helsinki Toeschouwers: 18.532 Scheidsrechter: Alan Kelly |
| 12 oktober 2010 17:30 | Forssell 86' | Verslag | 50' Szalai 90+5' Dzsudzsák | Olympisch Stadion, Helsinki Toeschouwers: 18.532 Scheidsrechter: Alan Kelly |

|                       |                                    |         |               |                                                                                 |
| 12 oktober 2010 20:30 | Nederland                          | 4 – 1   | Zweden        | Amsterdam Arena, Amsterdam Toeschouwers: 50.000 Scheidsrechter: Stéphane Lannoy |
| 12 oktober 2010 20:30 | Huntelaar 4', 55' Afellay 37', 59' | Verslag | 69' Granqvist | Amsterdam Arena, Amsterdam Toeschouwers: 50.000 Scheidsrechter: Stéphane Lannoy |

|                       |            |         |                            |                                                                             |
| 12 oktober 2010 20:30 | San Marino | 0 – 2   | Moldavië                   | Stadio Olimpico, Serravalle Toeschouwers: 600 Scheidsrechter: Mark Courtney |
| 12 oktober 2010 20:30 |            | Verslag | 20' Josan 86' (pen.) Doroş | Stadio Olimpico, Serravalle Toeschouwers: 600 Scheidsrechter: Mark Courtney |

|                        |                                                                                          |         |            |                                                                               |
| 17 november 2010 17:30 | Finland                                                                                  | 8 – 0   | San Marino | Olympisch Stadion, Helsinki Toeschouwers: 8.192 Scheidsrechter: Radek Matejek |
| 17 november 2010 17:30 | Väyrynen 39' Hämäläinen 49', 67' Forssell 51', 59', 78' Litmanen 71' (pen.) Porokara 73' | Verslag |            | Olympisch Stadion, Helsinki Toeschouwers: 8.192 Scheidsrechter: Radek Matejek |

|                     |           |         |                                                       |                                                                                               |
| 25 maart 2011 20:30 | Hongarije | 0 – 4   | Nederland                                             | Puskás Ferenc Stadion, Boedapest Toeschouwers: 23.817 Scheidsrechter: Carlos Velasco Carballo |
| 25 maart 2011 20:30 |           | Verslag | 8' van der Vaart 45' Afellay 54' Kuijt 62' Van Persie | Puskás Ferenc Stadion, Boedapest Toeschouwers: 23.817 Scheidsrechter: Carlos Velasco Carballo |

|                     |                           |         |               |                                                                          |
| 29 maart 2011 19:00 | Zweden                    | 2 – 1   | Moldavië      | Råsunda stadion, Solna Toeschouwers: 25.544 Scheidsrechter: Knut Kircher |
| 29 maart 2011 19:00 | Lustig 30' S. Larsson 82' | Verslag | 90+2' Suvorov | Råsunda stadion, Solna Toeschouwers: 25.544 Scheidsrechter: Knut Kircher |

|                     |                                                                |         |                          |                                                                                   |
| 29 maart 2011 20:30 | Nederland                                                      | 5 – 3   | Hongarije                | Amsterdam Arena, Amsterdam Toeschouwers: 51.774 Scheidsrechter: Svein Oddvar Moen |
| 29 maart 2011 20:30 | van Persie 13' Sneijder 61' Van Nistelrooij 73' Kuijt 78', 81' | Verslag | 46' Rudolf 50', 75' Gera | Amsterdam Arena, Amsterdam Toeschouwers: 51.774 Scheidsrechter: Svein Oddvar Moen |

|                   |            |         |              |                                                                                 |
| 3 juni 2011 20:30 | San Marino | 0 – 1   | Finland      | Stadio Olimpico, Serravalle Toeschouwers: 1.218 Scheidsrechter: Andrejs Sipailo |
| 3 juni 2011 20:30 |            | Verslag | 41' Forssell | Stadio Olimpico, Serravalle Toeschouwers: 1.218 Scheidsrechter: Andrejs Sipailo |

|                   |            |         |                                                     |                                                                              |
| 3 juni 2011 20:30 | Moldavië   | 1 – 4   | Zweden                                              | Zimbru Stadion, Chisinau Toeschouwers: 10.500 Scheidsrechter: Andre Marriner |
| 3 juni 2011 20:30 | Bugaev 61' | Verslag | 11' Toivonen 30' Elmander 58' S. Larsson 88' Gerndt | Zimbru Stadion, Chisinau Toeschouwers: 10.500 Scheidsrechter: Andre Marriner |

|                   |                                                     |         |         |                                                                            |
| 7 juni 2011 20:00 | Zweden                                              | 5 – 0   | Finland | Råsunda stadion, Solna Toeschouwers: 32.128 Scheidsrechter: Antony Gautier |
| 7 juni 2011 20:00 | Källström 12' Ibrahimović 31', 35', 53' Bajrami 84' | Verslag |         | Råsunda stadion, Solna Toeschouwers: 32.128 Scheidsrechter: Antony Gautier |

|                   |            |         |                                  |                                                                                   |
| 7 juni 2011 20:30 | San Marino | 0 – 3   | Hongarije                        | Stadio Olimpico, Serravalle Toeschouwers: 1.915 Scheidsrechter: Pavle Radovanović |
| 7 juni 2011 20:30 |            | Verslag | 40' Lipták 49' Szabics 83' Koman | Stadio Olimpico, Serravalle Toeschouwers: 1.915 Scheidsrechter: Pavle Radovanović |

|                        |                                                               |         |             |                                                                                   |
| 2 september 2011 17:30 | Finland                                                       | 4 – 1   | Moldavië    | Olympisch Stadion, Helsinki Toeschouwers: 9.056 Scheidsrechter: Anastassios Kakos |
| 2 september 2011 17:30 | Hämäläinen 11', 43' Forssell 52' (pen.) Igor Armaş 71' (e.d.) | Verslag | 85' Alexeev | Olympisch Stadion, Helsinki Toeschouwers: 9.056 Scheidsrechter: Anastassios Kakos |

|                        |                        |         |                 |                                                                                     |
| 2 september 2011 19:45 | Hongarije              | 2 – 1   | Zweden          | Puskás Ferenc Stadion, Boedapest Toeschouwers: 23.500 Scheidsrechter: Damir Skomina |
| 2 september 2011 19:45 | Szabics 44' Rudolf 90' | Verslag | 60' Wilhelmsson | Puskás Ferenc Stadion, Boedapest Toeschouwers: 23.500 Scheidsrechter: Damir Skomina |

|                        | |         |            |                                                                             |
| 2 september 2011 20:30 | Nederland                                                                                              | 11 – 0  | San Marino | Philips Stadion, Eindhoven Toeschouwers: 35.000 Scheidsrechter: Liran Liany |
| 2 september 2011 20:30 | Van Persie 7', 65', 67', 79' Sneijder 12', 87' Heitinga 17' Kuijt 49' Huntelaar 56', 77' Wijnaldum 90' | Verslag |            | Philips Stadion, Eindhoven Toeschouwers: 35.000 Scheidsrechter: Liran Liany |

|                        |         |         |                                |                                                                               |
| 6 september 2011 19:00 | Finland | 0 – 2   | Nederland                      | Olympisch Stadion, Helsinki Toeschouwers: 21.580 Scheidsrechter: Manuel Gräfe |
| 6 september 2011 19:00 |         | Verslag | 29' Strootman 90+3' L. de Jong | Olympisch Stadion, Helsinki Toeschouwers: 21.580 Scheidsrechter: Manuel Gräfe |

|                        |          |         |                       |                                                                          |
| 6 september 2011 19:45 | Moldavië | 0 – 2   | Hongarije             | Zimbru Stadion, Chisinau Toeschouwers: 10.500 Scheidsrechter: Ivan Bebek |
| 6 september 2011 19:45 |          | Verslag | 7' Vanczák 83' Rudolf | Zimbru Stadion, Chisinau Toeschouwers: 10.500 Scheidsrechter: Ivan Bebek |

|                        |            |         |                                                           |                                                                               |
| 6 september 2011 20:30 | San Marino | 0 – 5   | Zweden                                                    | Stadio Olimpico, Serravalle Toeschouwers: 2.946 Scheidsrechter: Steven McLean |
| 6 september 2011 20:30 |            | Verslag | 64' Källström 70', 90+3' Wilhelmsson 81' Olsson 89' Hysén | Stadio Olimpico, Serravalle Toeschouwers: 2.946 Scheidsrechter: Steven McLean |

|                      |            |         |                             |                                                                                   |
| 7 oktober 2011 18:15 | Finland    | 1 – 2   | Zweden                      | Olympisch Stadion, Helsinki Toeschouwers: 23.257 Scheidsrechter: Mark Clattenburg |
| 7 oktober 2011 18:15 | Toivio 73' | Verslag | 8' S. Larsson 52' M. Olsson | Olympisch Stadion, Helsinki Toeschouwers: 23.257 Scheidsrechter: Mark Clattenburg |

|                      |               |         |          |                                                                   |
| 7 oktober 2011 20:30 | Nederland     | 1 – 0   | Moldavië | De Kuip, Rotterdam Toeschouwers: 47.226 Scheidsrechter: Matej Jug |
| 7 oktober 2011 20:30 | Huntelaar 40' | Verslag |          | De Kuip, Rotterdam Toeschouwers: 47.226 Scheidsrechter: Matej Jug |

|                       |           |       |         |                                                                                                |
| 11 oktober 2011 20:00 | Hongarije | 0 – 0 | Finland | Puskás Ferenc Stadion, Boedapest Toeschouwers: 25.169 Scheidsrechter: Alberto Undiano Mallenco |
| 11 oktober 2011 20:00 | Verslag   |       |         | Puskás Ferenc Stadion, Boedapest Toeschouwers: 25.169 Scheidsrechter: Alberto Undiano Mallenco |

|                       |                                                         |         |            |                                                                            |
| 11 oktober 2011 20:00 | Moldavië                                                | 4 – 0   | San Marino | Zimbru Stadion, Chisinau Toeschouwers: 6.534 Scheidsrechter: Petur Reinert |
| 11 oktober 2011 20:00 | Zmeu 30' Bacciocchi 62' (e.d.) Suvorov 66' Andronic 87' | Verslag |            | Zimbru Stadion, Chisinau Toeschouwers: 6.534 Scheidsrechter: Petur Reinert |

|                       |                                                  |         |                         |                                                                          |
| 11 oktober 2011 20:15 | Zweden                                           | 3 – 2   | Nederland               | Råsunda stadion, Solna Toeschouwers: 33.066 Scheidsrechter: Cüneyt Çakır |
| 11 oktober 2011 20:15 | Källström 14' S. Larsson 52' (pen.) Toivonen 53' | Verslag | 23' Huntelaar 50' Kuijt | Råsunda stadion, Solna Toeschouwers: 33.066 Scheidsrechter: Cüneyt Çakır |

### Groep F
Groep F was vooral een strijd tussen Kroatië en Griekenland, aan het einde van het seizoen 2010/2011 had Griekenland een voorsprong van één punt met nog vier wedstrijden te gaan. Beide landen hadden punten verspeeld tegen Georgië (Griekenland speelde thuis gelijk, Kroatië verloor in Tbilisi), het onderlinge duel in Zagreb eindigde in een gelijkspel. Israël was ook nog kansrijk met evenveel punten als Kroatië, maar na nederlagen tegen Griekenland en Kroatië in september 2011 was de rol van Israël uitgespeeld.  Na een gelijkspel van Griekenland tegen Letland nam Kroatië de koppositie weer over, beslissend was nu de onderlinge confrontatie tussen beide kanshebbers. Griekenland won met 2-0 en had nu genoeg aan een gelijkspel tegen Georgië om zich te plaatsen. Tot elf minuten voor tijd stond Griekenland nog achter, maar door doelpunten van Georgios Fotakis en Angelos Charisteas werd de kwalifcatie veilig gesteld. Kroatië moest in de Play-Offs spelen tegen Turkije.
| Land        | Wed | Win | Gel | Ver | DV | DT | +/− | Pnt |
| ----------- | --- | --- | --- | --- | -- | -- | --- | --- |
| Griekenland | 10  | 7   | 3   | 0   | 14 | 5  | +9  | 24  |
| Kroatië     | 10  | 7   | 1   | 2   | 18 | 7  | +11 | 22  |
| Israël      | 10  | 5   | 1   | 4   | 13 | 11 | +2  | 16  |
| Letland     | 10  | 3   | 2   | 5   | 9  | 12 | –3  | 11  |
| Georgië     | 10  | 2   | 4   | 4   | 7  | 9  | –2  | 10  |
| Malta       | 10  | 0   | 1   | 9   | 4  | 21 | –17 | 1   |

|                        |                              |         |          |                                                                                |
| 2 september 2010 20:15 | Israël                       | 3 – 1   | Malta    | Ramat Gan Stadion, Ramat Gan Toeschouwers: 17.365 Scheidsrechter: Saïd Ennjimi |
| 2 september 2010 20:15 | Benayoun 7', 64' (pen.), 75' | Verslag | Pace 37' | Ramat Gan Stadion, Ramat Gan Toeschouwers: 17.365 Scheidsrechter: Saïd Ennjimi |

|                        |         |         |                              |                                                                        |
| 3 september 2010 20:00 | Letland | 0 – 3   | Kroatië                      | Skonto Stadion, Riga Toeschouwers: 7.600 Scheidsrechter: Björn Kuipers |
| 3 september 2010 20:00 |         | Verslag | Petrić 43' Olić 51' Srna 82' | Skonto Stadion, Riga Toeschouwers: 7.600 Scheidsrechter: Björn Kuipers |

|                        |                 |         |                |                                                                                              |
| 3 september 2010 20:45 | Griekenland     | 1 – 1   | Georgië        | Georgios Karaiskákis Stadion, Piraeus Toeschouwers: 14.794 Scheidsrechter: Carlos Clos Gómez |
| 3 september 2010 20:45 | Spiropoulos 72' | Verslag | Dvalishvili 3' | Georgios Karaiskákis Stadion, Piraeus Toeschouwers: 14.794 Scheidsrechter: Carlos Clos Gómez |

|                        |         |       |        |                                                                                    |
| 7 september 2010 19:00 | Georgië | 0 – 0 | Israël | Boris Paitsjadzestadion, Tbilisi Toeschouwers: 45.000 Scheidsrechter: Sascha Kever |
| 7 september 2010 19:00 | Verslag |       |        | Boris Paitsjadzestadion, Tbilisi Toeschouwers: 45.000 Scheidsrechter: Sascha Kever |

|                        |       |         |                             |                                                                            |
| 7 september 2010 19:30 | Malta | 0 – 2   | Letland                     | Ta' Qali Stadium, Ta' Qali Toeschouwers: 6.255 Scheidsrechter: Tony Asumaa |
| 7 september 2010 19:30 |       | Verslag | Gorkšs 42' Verpakovskis 85' | Ta' Qali Stadium, Ta' Qali Toeschouwers: 6.255 Scheidsrechter: Tony Asumaa |

|                        |         |       |             |                                                                               |
| 7 september 2010 20:30 | Kroatië | 0 – 0 | Griekenland | Maksimir Stadion, Zagreb Toeschouwers: 24.399 Scheidsrechter: Claus Bo Larsen |
| 7 september 2010 20:30 | Verslag |       |             | Maksimir Stadion, Zagreb Toeschouwers: 24.399 Scheidsrechter: Claus Bo Larsen |

|                      |               |         |       |                                                                                  |
| 8 oktober 2010 19:00 | Georgië       | 1 – 0   | Malta | Boris Paitsjadzestadion, Tbilisi Toeschouwers: 50.000 Scheidsrechter: Alan Black |
| 8 oktober 2010 19:00 | Siradze 90+1' | Verslag |       | Boris Paitsjadzestadion, Tbilisi Toeschouwers: 50.000 Scheidsrechter: Alan Black |

|                      |                |         |         |                                                                                           |
| 8 oktober 2010 20:45 | Griekenland    | 1 – 0   | Letland | Georgios Karaiskákis Stadion, Piraeus Toeschouwers: 13.250 Scheidsrechter: Antonio Damato |
| 8 oktober 2010 20:45 | Torossidis 58' | Verslag |         | Georgios Karaiskákis Stadion, Piraeus Toeschouwers: 13.250 Scheidsrechter: Antonio Damato |

|                      |              |         |                         |                                                                                  |
| 9 oktober 2010 21:05 | Israël       | 1 – 2   | Kroatië                 | Ramat Gan Stadion, Ramat Gan Toeschouwers: 30.000 Scheidsrechter: Wolfgang Stark |
| 9 oktober 2010 21:05 | Shechter 81' | Verslag | Kranjčar 36' (pen.) 41' | Ramat Gan Stadion, Ramat Gan Toeschouwers: 30.000 Scheidsrechter: Wolfgang Stark |

|                       |             |         |             |                                                                          |
| 12 oktober 2010 19:00 | Letland     | 1 – 1   | Georgië     | Skonto Stadion, Riga Toeschouwers: 4.330 Scheidsrechter: Manuel De Sousa |
| 12 oktober 2010 19:00 | Cauņa 90+1' | Verslag | Siradze 74' | Skonto Stadion, Riga Toeschouwers: 4.330 Scheidsrechter: Manuel De Sousa |

|                       |                                       |         |                        |                                                                                           |
| 12 oktober 2010 20:45 | Griekenland                           | 2 – 1   | Israël                 | Georgios Karaiskákis Stadion, Piraeus Toeschouwers: 16.935 Scheidsrechter: Martin Hansson |
| 12 oktober 2010 20:45 | Salpingidis 22' Karagounis 63' (pen.) | Verslag | Spyropoulos 59' (e.d.) | Georgios Karaiskákis Stadion, Piraeus Toeschouwers: 16.935 Scheidsrechter: Martin Hansson |

|                        |                               |         |       |                                                                           |
| 17 november 2010 17:30 | Kroatië                       | 3 – 0   | Malta | Maksimir Stadion, Zagreb Toeschouwers: 9.000 Scheidsrechter: Duarte Gomes |
| 17 november 2010 17:30 | Kranjčar 19', 42' Kalinić 81' | Verslag |       | Maksimir Stadion, Zagreb Toeschouwers: 9.000 Scheidsrechter: Duarte Gomes |

|                     |                 |         |         |                                                                                         |
| 26 maart 2011 18:00 | Georgië         | 1 – 0   | Kroatië | Boris Paitsjadzestadion, Tbilisi Toeschouwers: 55.000 Scheidsrechter: Paolo Tagliavento |
| 26 maart 2011 18:00 | Kobiasjvili 90' | Verslag |         | Boris Paitsjadzestadion, Tbilisi Toeschouwers: 55.000 Scheidsrechter: Paolo Tagliavento |

|                     |                     |         |            |                                                                               |
| 26 maart 2011 19:05 | Israël              | 2 – 1   | Letland    | Bloomfieldstadion, Tel Aviv Toeschouwers: 8.000 Scheidsrechter: Milorad Mažić |
| 26 maart 2011 19:05 | Barda 16' Kayal 81' | Verslag | Gorkšs 62' | Bloomfieldstadion, Tel Aviv Toeschouwers: 8.000 Scheidsrechter: Milorad Mažić |

|                     |       |         |                  |                                                                                |
| 26 maart 2011 20:30 | Malta | 0 – 1   | Griekenland      | Ta' Qali Stadium, Ta' Qali Toeschouwers: 11.000 Scheidsrechter: Michael Weiner |
| 26 maart 2011 20:30 |       | Verslag | Torossidis 90+2' | Ta' Qali Stadium, Ta' Qali Toeschouwers: 11.000 Scheidsrechter: Michael Weiner |

|                     |              |         |         |                                                                                |
| 29 maart 2011 18:05 | Israël       | 1 – 0   | Georgië | Bloomfieldstadion, Tel Aviv Toeschouwers: 12.000 Scheidsrechter: Fredy Fautrel |
| 29 maart 2011 18:05 | Ben Haim 59' | Verslag |         | Bloomfieldstadion, Tel Aviv Toeschouwers: 12.000 Scheidsrechter: Fredy Fautrel |

|                   |                           |         |             |                                                                               |
| 3 juni 2011 20:00 | Kroatië                   | 2 – 1   | Georgië     | Poljud Stadion, Split Toeschouwers: 28.000 Scheidsrechter: Stefan Johannesson |
| 3 juni 2011 20:00 | Mandžukić 76' Kalinić 78' | Verslag | Kankava 17' | Poljud Stadion, Split Toeschouwers: 28.000 Scheidsrechter: Stefan Johannesson |

|                   |           |         |                                  |                                                                     |
| 4 juni 2011 18:30 | Letland   | 1 – 2   | Israël                           | Skonto Stadion, Riga Toeschouwers: 6.147 Scheidsrechter: Alan Kelly |
| 4 juni 2011 18:30 | Cauņa 62' | Verslag | Benayoun 19' Ben Haim 43' (pen.) | Skonto Stadion, Riga Toeschouwers: 6.147 Scheidsrechter: Alan Kelly |

|                   |                                      |         |            |                                                                                      |
| 4 juni 2011 20:30 | Griekenland                          | 3 – 1   | Malta      | Georgios Karaiskákis Stadion, Piraeus Toeschouwers: 14.746 Scheidsrechter: Pawel Gil |
| 4 juni 2011 20:30 | Fetfatzidis 8', 64' Papadopoulos 26' | Verslag | Mifsud 54' | Georgios Karaiskákis Stadion, Piraeus Toeschouwers: 14.746 Scheidsrechter: Pawel Gil |

|                        |        |         |             |                                                                                |
| 2 september 2011 15:05 | Israël | 0 – 1   | Griekenland | Bloomfieldstadion, Tel Aviv Toeschouwers: 13.100 Scheidsrechter: Craig Thomson |
| 2 september 2011 15:05 |        | Verslag | Ninis 60'   | Bloomfieldstadion, Tel Aviv Toeschouwers: 13.100 Scheidsrechter: Craig Thomson |

|                        |         |         |           |                                                                                      |
| 2 september 2011 19:00 | Georgië | 0 – 1   | Letland   | Micheil Meschistadion, Tbilisi Toeschouwers: 15.422 Scheidsrechter: Leontios Trattou |
| 2 september 2011 19:00 |         | Verslag | Cauņa 64' | Micheil Meschistadion, Tbilisi Toeschouwers: 15.422 Scheidsrechter: Leontios Trattou |

|                        |            |         |                                     |                                                                             |
| 2 september 2011 19:00 | Malta      | 1 – 3   | Kroatië                             | Ta' Qali Stadium, Ta' Qali Toeschouwers: 6.150 Scheidsrechter: Tony Chapron |
| 2 september 2011 19:00 | Mifsud 38' | Verslag | Vukojević 11' Badelj 32' Lovren 68' | Ta' Qali Stadium, Ta' Qali Toeschouwers: 6.150 Scheidsrechter: Tony Chapron |

|                        |                             |         |           |                                                                                       |
| 6 september 2011 20:00 | Kroatië                     | 3 – 1   | Israël    | Maksimir Stadion, Zagreb Toeschouwers: 13.688 Scheidsrechter: Carlos Velasco Carballo |
| 6 september 2011 20:00 | Modrić 47' Eduardo 55', 57' | Verslag | Hemed 44' | Maksimir Stadion, Zagreb Toeschouwers: 13.688 Scheidsrechter: Carlos Velasco Carballo |

|                        |           |         |                     |                                                                            |
| 6 september 2011 20:30 | Letland   | 1 – 1   | Griekenland         | Skonto Stadion, Riga Toeschouwers: 5.415 Scheidsrechter: Stanislav Todorov |
| 6 september 2011 20:30 | Cauņa 19' | Verslag | K. Papadopoulos 84' | Skonto Stadion, Riga Toeschouwers: 5.415 Scheidsrechter: Stanislav Todorov |

|                        |            |         |             |                                                                               |
| 6 september 2011 20:30 | Malta      | 1 – 1   | Georgië     | Ta' Qali Stadium, Ta' Qali Toeschouwers: 5.000 Scheidsrechter: Pol van Boekel |
| 6 september 2011 20:30 | Mifsud 25' | Verslag | Kankava 15' | Ta' Qali Stadium, Ta' Qali Toeschouwers: 5.000 Scheidsrechter: Pol van Boekel |

|                      |                           |         |       |                                                                        |
| 7 oktober 2011 19:00 | Letland                   | 2 – 0   | Malta | Skonto Stadion, Riga Toeschouwers: 4.315 Scheidsrechter: Richard Trutz |
| 7 oktober 2011 19:00 | Višņakovs 33' Rudņevs 83' | Verslag |       | Skonto Stadion, Riga Toeschouwers: 4.315 Scheidsrechter: Richard Trutz |

|                      |                       |         |         |                                                                                        |
| 7 oktober 2011 20:45 | Griekenland           | 2 – 0   | Kroatië | Georgios Karaiskákis Stadion, Piraeus Toeschouwers: 27.200 Scheidsrechter: Howard Webb |
| 7 oktober 2011 20:45 | Samaras 71' Gekas 79' | Verslag |         | Georgios Karaiskákis Stadion, Piraeus Toeschouwers: 27.200 Scheidsrechter: Howard Webb |

|                       |                           |         |         |                                                                             |
| 11 oktober 2011 19:00 | Kroatië                   | 2 – 0   | Letland | Stadion Kantrida, Rijeka Toeschouwers: 8.370 Scheidsrechter: Antony Gautier |
| 11 oktober 2011 19:00 | Eduardo 66' Mandžukić 72' | Verslag |         | Stadion Kantrida, Rijeka Toeschouwers: 8.370 Scheidsrechter: Antony Gautier |

|                       |                |         |                            |                                                                                   |
| 11 oktober 2011 19:00 | Georgië        | 1 – 2   | Griekenland                | Micheil Meschistadion, Tbilisi Toeschouwers: 7.824 Scheidsrechter: Daniele Orsato |
| 11 oktober 2011 19:00 | Targamadze 19' | Verslag | Fotakis 79' Charisteas 85' | Micheil Meschistadion, Tbilisi Toeschouwers: 7.824 Scheidsrechter: Daniele Orsato |

|                       |       |         |                            |                                                                             |
| 11 oktober 2011 19:00 | Malta | 0 – 2   | Israël                     | Ta' Qali Stadium, Ta' Qali Toeschouwers: 2.614 Scheidsrechter: Bruno Paixão |
| 11 oktober 2011 19:00 |       | Verslag | Refaelov 11' Gershon 90+3' | Ta' Qali Stadium, Ta' Qali Toeschouwers: 2.614 Scheidsrechter: Bruno Paixão |

### Groep G
Montenegro deed voor het laatste WK voor de eerste keer mee aan kwalificatie-wedstrijden, maar dat was geen succes, het land eindigde op de vijfde plaats in een groep van zes. Het land was daardoor laag ingedeeld voor de kwalificatie-wedstrijden voor het EK en moest allemaal wedstrijden spelen tegen gerenommeerde tegenstanders. Montengro begon flitsend aan de campagne en won drie keer met 1-0, met als beste uitslag een 1-0 zege op Zwitserland, dat op het recente WK nog de latere wereldkampioen Spanje versloeg. Daarna speelde het doelpuntloos gelijk in en tegen het Engeland van coach Fabio Capello, die na een totaal mislukt WK toch mocht aanblijven als bondscoach. Zwitserland weigerde aansluting te vinden door een 0-2 voorsprong tegen Engeland uit handen te geven, het werd uiteindelijk 2-2 in het Wembley-stadion. Aan het einde van het voetbalseizoen 2011/2011 stonden Engeland en Montenegro aan kop met elf punten uit vijf wedstrijden, Zwitserland moest nog een inhaalslag doen met een achterstand van zes punten met nog drie wedstrijden te gaan.
Op de zevende speeldag leed Montenegro zijn eerste nederlaag tegen het toen nog puntloze Wales met 2-1. Aangezien Engeland de volgende wedstrijden allemaal won had het in zijn laatste wedstrijd, in en tegen Montenegro genoeg aan een punt om zich te plaatsen. Engeland nam een 0-2 voorsprong, maar gaf deze in de laatste minuut uit handen, kwalificatie kwam niet in gevaar. Spijtiger was echter de rode kaart van aanvaller Wayne Rooney, die bij een 1-2 stand een trap naar achteren gaf, waarbij Miodrag Dzudovic theatraal viel. Rooney zou uiteindelijk de eerste twee groepswedstrijden op het EK missen. Voor Monetenegro was het gelijkspel genoeg om de Play-Offs te halen, aangezien Zwitserland met 3-1 van Wales verloor. Wales won drie van de vier laatste wedstrijden mede dankzij de doorbraak van Tottenham Hotspur speler Gareth Bale. Schrijnend waren de prestaties van het Bulgaarse team, met vijf punten uit acht wedstrijden eindigde de ploeg op de laatste plaats. Fabio Capello zou het WK uiteindelijk toch niet halen, de Engelse voetbalbond ontnam John Terry zijn aanvoerdersband, nadat Terry tijdens het wedstrijd werd beschuldigd van racisme, Capello was het daarmee niet mee eens en stapte op.
| Land        | Wed | Win | Gel | Ver | DV | DT | +/− | Pnt |
| ----------- | --- | --- | --- | --- | -- | -- | --- | --- |
| Engeland    | 8   | 5   | 3   | 0   | 17 | 5  | +12 | 18  |
| Montenegro  | 8   | 3   | 3   | 2   | 7  | 7  | +0  | 12  |
| Zwitserland | 8   | 3   | 2   | 3   | 12 | 10 | +2  | 11  |
| Wales       | 8   | 3   | 0   | 5   | 6  | 10 | –4  | 9   |
| Bulgarije   | 8   | 1   | 2   | 5   | 3  | 13 | –10 | 5   |

|                        |             |         |       |                                                                                      |
| 3 september 2010 19:30 | Montenegro  | 1 – 0   | Wales | Stadion Pod Goricom, Podgorica Toeschouwers: 7.442 Scheidsrechter: Anastassios Kakos |
| 3 september 2010 19:30 | Vučinić 30' | Verslag |       | Stadion Pod Goricom, Podgorica Toeschouwers: 7.442 Scheidsrechter: Anastassios Kakos |

|                        |                                   |         |           |                                                                            |
| 3 september 2010 21:00 | Engeland                          | 4 – 0   | Bulgarije | Wembley Stadium, Londen Toeschouwers: 73.246 Scheidsrechter: Viktor Kassai |
| 3 september 2010 21:00 | Defoe 2', 61', 86' A. Johnson 83' | Verslag |           | Wembley Stadium, Londen Toeschouwers: 73.246 Scheidsrechter: Viktor Kassai |

|                        |           |         |              |                                                                                                |
| 7 september 2010 19:30 | Bulgarije | 0 – 1   | Montenegro   | Vasil Levski Nationaal Stadion, Sofia Toeschouwers: 9.470 Scheidsrechter: Vladislav Bezborodov |
| 7 september 2010 19:30 |           | Verslag | Zverotic 35' | Vasil Levski Nationaal Stadion, Sofia Toeschouwers: 9.470 Scheidsrechter: Vladislav Bezborodov |

|                        |             |         |                                    |                                                                           |
| 7 september 2010 20:45 | Zwitserland | 1 – 3   | Engeland                           | St. Jakob-Park, Bazel Toeschouwers: 39.700 Scheidsrechter: Nicola Rizzoli |
| 7 september 2010 20:45 | Shaqiri 71' | Verslag | Rooney 10' A. Johnson 69' Bent 88' | St. Jakob-Park, Bazel Toeschouwers: 39.700 Scheidsrechter: Nicola Rizzoli |

|                      |             |         |             |                                                                                                |
| 8 oktober 2010 20:30 | Montenegro  | 1 – 0   | Zwitserland | Stadion Pod Goricom, Podgorica Toeschouwers: 12.700 Scheidsrechter: Eduardo Iturralde González |
| 8 oktober 2010 20:30 | Vučinić 67' | Verslag |             | Stadion Pod Goricom, Podgorica Toeschouwers: 12.700 Scheidsrechter: Eduardo Iturralde González |

|                      |       |         |           |                                                                                   |
| 8 oktober 2010 20:30 | Wales | 0 – 1   | Bulgarije | Cardiff City Stadium, Cardiff Toeschouwers: 14.061 Scheidsrechter: Jonas Eriksson |
| 8 oktober 2010 20:30 |       | Verslag | Popov 48' | Cardiff City Stadium, Cardiff Toeschouwers: 14.061 Scheidsrechter: Jonas Eriksson |

|                       |                                               |         |          |                                                                        |
| 12 oktober 2010 20:30 | Zwitserland                                   | 4 – 1   | Wales    | St. Jakob-Park, Bazel Toeschouwers: 26.000 Scheidsrechter: Alain Hamer |
| 12 oktober 2010 20:30 | Stocker 8', 89' Streller 21' Inler 82' (pen.) | Verslag | Bale 13' | St. Jakob-Park, Bazel Toeschouwers: 26.000 Scheidsrechter: Alain Hamer |

|                       |          |       |            |                                                                           |
| 12 oktober 2010 21:00 | Engeland | 0 – 0 | Montenegro | Wembley Stadium, Londen Toeschouwers: 73.451 Scheidsrechter: Manuel Gräfe |
| 12 oktober 2010 21:00 | Verslag  |       |            | Wembley Stadium, Londen Toeschouwers: 73.451 Scheidsrechter: Manuel Gräfe |

|                     |       |         |                            |                                                                                       |
| 26 maart 2011 16:00 | Wales | 0 – 2   | Engeland                   | Millennium Stadium, Cardiff Toeschouwers: 68.959 Scheidsrechter: Olegário Benquerença |
| 26 maart 2011 16:00 |       | Verslag | Lampard 7' (pen.) Bent 15' | Millennium Stadium, Cardiff Toeschouwers: 68.959 Scheidsrechter: Olegário Benquerença |

|                     |           |       |             |                                                                                          |
| 26 maart 2011 17:45 | Bulgarije | 0 – 0 | Zwitserland | Vasil Levski Nationaal Stadion, Sofia Toeschouwers: 8.500 Scheidsrechter: William Collum |
| 26 maart 2011 17:45 | Verslag   |       |             | Vasil Levski Nationaal Stadion, Sofia Toeschouwers: 8.500 Scheidsrechter: William Collum |

|                   |                              |         |                   |                                                                            |
| 4 juni 2011 17:45 | Engeland                     | 2 – 2   | Zwitserland       | Wembley Stadium, Londen Toeschouwers: 84.459 Scheidsrechter: Damir Skomina |
| 4 juni 2011 17:45 | Lampard 37' (pen.) Young 51' | Verslag | Barnetta 32', 35' | Wembley Stadium, Londen Toeschouwers: 84.459 Scheidsrechter: Damir Skomina |

|                   |              |         |           |                                                                                |
| 4 juni 2011 20:30 | Montenegro   | 1 – 1   | Bulgarije | Stadion Pod Goricom, Podgorica Toeschouwers: 11.500 Scheidsrechter: Alon Yefet |
| 4 juni 2011 20:30 | Djalović 53' | Verslag | Popov 66' | Stadion Pod Goricom, Podgorica Toeschouwers: 11.500 Scheidsrechter: Alon Yefet |

|                        |           |         |                              |                                                                                               |
| 2 september 2011 20:15 | Bulgarije | 0 – 3   | Engeland                     | Vasil Levski Nationaal Stadion, Sofia Toeschouwers: 27.230 Scheidsrechter: Frank De Bleeckere |
| 2 september 2011 20:15 |           | Verslag | Cahill 13' Rooney 21', 45+1' | Vasil Levski Nationaal Stadion, Sofia Toeschouwers: 27.230 Scheidsrechter: Frank De Bleeckere |

|                        |                        |         |             |                                                                              |
| 2 september 2011 20:45 | Wales                  | 2 – 1   | Montenegro  | Cardiff City Stadium, Cardiff Toeschouwers: 8.194 Scheidsrechter: Luca Banti |
| 2 september 2011 20:45 | Morison 29' Ramsey 50' | Verslag | Jovetić 71' | Cardiff City Stadium, Cardiff Toeschouwers: 8.194 Scheidsrechter: Luca Banti |

|                        |                         |         |              |                                                                           |
| 6 september 2011 20:30 | Zwitserland             | 3 – 1   | Bulgarije    | St. Jakob-Park, Bazel Toeschouwers: 16.880 Scheidsrechter: Pavel Královec |
| 6 september 2011 20:30 | Shaqiri 45+2', 62', 90' | Verslag | I. Ivanov 9' | St. Jakob-Park, Bazel Toeschouwers: 16.880 Scheidsrechter: Pavel Královec |

|                        |           |         |       |                                                                                   |
| 6 september 2011 20:45 | Engeland  | 1 – 0   | Wales | Wembley Stadium, Londen Toeschouwers: 77.128 Scheidsrechter: Robert Schörgenhofer |
| 6 september 2011 20:45 | Young 35' | Verslag |       | Wembley Stadium, Londen Toeschouwers: 77.128 Scheidsrechter: Robert Schörgenhofer |

|                      |                            |         |             |                                                                             |
| 7 oktober 2011 20:45 | Wales                      | 2 – 0   | Zwitserland | Liberty Stadium, Swansea Toeschouwers: 12.317 Scheidsrechter: Björn Kuipers |
| 7 oktober 2011 20:45 | Ramsey 60' (pen.) Bale 71' | Verslag |             | Liberty Stadium, Swansea Toeschouwers: 12.317 Scheidsrechter: Björn Kuipers |

|                      |                              |         |                    |                                                                                |
| 7 oktober 2011 21:00 | Montenegro                   | 2 – 2   | Engeland           | Stadion Pod Goricom, Podgorica Toeschouwers: 11.340 Scheidsrechter: Alon Yefet |
| 7 oktober 2011 21:00 | Zverotić 45' Delibašić 90+1' | Verslag | Young 11' Bent 31' | Stadion Pod Goricom, Podgorica Toeschouwers: 11.340 Scheidsrechter: Alon Yefet |

|                       |           |         |          |                                                                                     |
| 11 oktober 2011 20:05 | Bulgarije | 0 – 1   | Wales    | Vasil Levski Nationaal Stadion, Sofia Toeschouwers: 1.672 Scheidsrechter: Pawel Gil |
| 11 oktober 2011 20:05 |           | Verslag | Bale 45' | Vasil Levski Nationaal Stadion, Sofia Toeschouwers: 1.672 Scheidsrechter: Pawel Gil |

|                       |                               |         |            |                                                                                 |
| 11 oktober 2011 20:15 | Zwitserland                   | 2 – 0   | Montenegro | St. Jakob-Park, Bazel Toeschouwers: 19.997 Scheidsrechter: Olegário Benquerença |
| 11 oktober 2011 20:15 | Derdiyok 51' Lichtsteiner 65' | Verslag |            | St. Jakob-Park, Bazel Toeschouwers: 19.997 Scheidsrechter: Olegário Benquerença |

### Groep H
Portugal had een beroerd WK achter de rug, waar alleen van het zwakke Noord-Korea werd gewonnen en begon de EK-kwalificatie ongelukkig met een 4-4 gelijkspel in eigen huis tegen dreumes Cyprus, twee keer in de eerste helft kwam Cyprus op voorsprong, in de 89e minuut scoorde Avraam de gelijkmaker. Nadat Portugal met 1-0 verloor van Noorwegen, werd coach Carlos Queiroz, die bovendien een half jaar geschorst door een conflict met dopingcontroleurs ontslagen. Portugal vond onder de nieuwe coach Paulo Bento de weg naar boven weer terug, de belangrijkste zege was een 3-1 overwinning op de derde speeldag tegen Denemarken, Nani scoorde twee doelpunten. Na een 1-0 overwinning van Portugal op koploper Noorwegen stonden Portugal, Denemarken en Noorwegen bovenaan met tien punten uit vijf wedstrijden. Denemarken won met 2-0 van Noorwegen en kon zich opmaken voor de beslissende wedstrijd tegen Portugal op de laatste speeldag, Portugal had genoeg aan een gelijkspel. Denemarken nam een 2-0 voorsprong, een late treffer van Christiano Ronaldo kon de nederlaag niet voorkomen. Noorwegen had een monsterzege met negen goals verschil op Cyprus nodig om Portugal helemaal uit te schakelen, het bleef bij 3-1, Portugal moest in de Play-Offs tegen Bosnië en Herzegovina spelen.
| Land       | Wed | Win | Gel | Ver | DV | DT | +/− | Pnt |
| ---------- | --- | --- | --- | --- | -- | -- | --- | --- |
| Denemarken | 8   | 6   | 1   | 1   | 15 | 6  | +9  | 19  |
| Portugal   | 8   | 5   | 1   | 2   | 21 | 12 | +9  | 16  |
| Noorwegen  | 8   | 5   | 1   | 2   | 10 | 7  | +3  | 16  |
| IJsland    | 8   | 1   | 1   | 6   | 6  | 14 | –8  | 4   |
| Cyprus     | 8   | 0   | 2   | 6   | 7  | 20 | –13 | 2   |

|                        |                 |         |                              |                                                                            |
| 3 september 2010 21:00 | IJsland         | 1 – 2   | Noorwegen                    | Laugardalsvöllur, Reykjavik Toeschouwers: 6.137 Scheidsrechter: Luca Banti |
| 3 september 2010 21:00 | H. Helguson 38' | Verslag | Hangeland 59' Abdellaoue 75' | Laugardalsvöllur, Reykjavik Toeschouwers: 6.137 Scheidsrechter: Luca Banti |

|                        |                                                 |         |                                                    |                                                                                             |
| 3 september 2010 21:45 | Portugal                                        | 4 – 4   | Cyprus                                             | Estádio D. Afonso Henriques, Guimaraes Toeschouwers: 9.100 Scheidsrechter: Mark Clattenburg |
| 3 september 2010 21:45 | Almeida 8' Meireles 29' Danny 50' Fernandes 60' | Verslag | Aloneftis 3' Konstantinou 11' Okkas 57' Avraam 89' | Estádio D. Afonso Henriques, Guimaraes Toeschouwers: 9.100 Scheidsrechter: Mark Clattenburg |

|                        |                  |         |         |                                                                          |
| 7 september 2010 20:15 | Denemarken       | 1 – 0   | IJsland | Parken, Kopenhagen Toeschouwers: 18.908 Scheidsrechter: Douglas McDonald |
| 7 september 2010 20:15 | Kahlenberg 90+1' | Verslag |         | Parken, Kopenhagen Toeschouwers: 18.908 Scheidsrechter: Douglas McDonald |

|                        |               |         |          |                                                                             |
| 7 september 2010 20:30 | Noorwegen     | 1 – 0   | Portugal | Ullevaal Stadion, Oslo Toeschouwers: 24.535 Scheidsrechter: Laurent Duhamel |
| 7 september 2010 20:30 | Huseklepp 21' | Verslag |          | Ullevaal Stadion, Oslo Toeschouwers: 24.535 Scheidsrechter: Laurent Duhamel |

|                      |           |         |                    |                                                                                  |
| 8 oktober 2010 20:00 | Cyprus    | 1 – 2   | Noorwegen          | Antonis Papadopoulos, Larnaca Toeschouwers: 8.500 Scheidsrechter: Serge Gumienny |
| 8 oktober 2010 20:00 | Okkas 58' | Verslag | Riise 2' Carew 42' | Antonis Papadopoulos, Larnaca Toeschouwers: 8.500 Scheidsrechter: Serge Gumienny |

|                      |                           |         |                     |                                                                              |
| 8 oktober 2010 21:45 | Portugal                  | 3 – 1   | Denemarken          | Estádio do Dragão, Porto Toeschouwers: 27.000 Scheidsrechter: Eric Braamhaar |
| 8 oktober 2010 21:45 | Nani 29', 31' Ronaldo 85' | Verslag | Carvalho 79' (e.d.) | Estádio do Dragão, Porto Toeschouwers: 27.000 Scheidsrechter: Eric Braamhaar |

|                       |                                |         |        |                                                                                |
| 12 oktober 2010 20:15 | Denemarken                     | 2 – 0   | Cyprus | Parken, Kopenhagen Toeschouwers: 15.5544 Scheidsrechter: César Muñiz Fernández |
| 12 oktober 2010 20:15 | M. Rasmussen 48' Lorentzen 81' | Verslag |        | Parken, Kopenhagen Toeschouwers: 15.5544 Scheidsrechter: César Muñiz Fernández |

|                       |                 |         |                                     |                                                                                  |
| 12 oktober 2010 21:45 | IJsland         | 1 – 3   | Portugal                            | Laugardalsvöllur, Reykjavik Toeschouwers: 9.755 Scheidsrechter: Thomas Einwaller |
| 12 oktober 2010 21:45 | H. Helguson 17' | Verslag | Ronaldo 3' Meireles 27' Postiga 72' | Laugardalsvöllur, Reykjavik Toeschouwers: 9.755 Scheidsrechter: Thomas Einwaller |

|                     |         |       |         |                                                                            |
| 26 maart 2011 19:00 | Cyprus  | 0 – 0 | IJsland | New GSP Stadium, Nicosia Toeschouwers: 2.000 Scheidsrechter: Darko Čeferin |
| 26 maart 2011 19:00 | Verslag |       |         | New GSP Stadium, Nicosia Toeschouwers: 2.000 Scheidsrechter: Darko Čeferin |

|                     |               |         |               |                                                                             |
| 26 maart 2011 20:00 | Noorwegen     | 1 – 1   | Denemarken    | Ullevaal Stadion, Oslo Toeschouwers: 24.828 Scheidsrechter: Gianluca Rocchi |
| 26 maart 2011 20:00 | Huseklepp 81' | Verslag | Rommedahl 27' | Ullevaal Stadion, Oslo Toeschouwers: 24.828 Scheidsrechter: Gianluca Rocchi |

|                   |         |         |                        |                                                                               |
| 4 juni 2011 20:45 | IJsland | 0 – 2   | Denemarken             | Laugardalsvöllur, Reykjavik Toeschouwers: 7.629 Scheidsrechter: Firat Aydinus |
| 4 juni 2011 20:45 |         | Verslag | Schöne 60' Eriksen 75' | Laugardalsvöllur, Reykjavik Toeschouwers: 7.629 Scheidsrechter: Firat Aydinus |

|                   |             |         |           |                                                                            |
| 4 juni 2011 22:00 | Portugal    | 1 – 0   | Noorwegen | Estádio da Luz, Lissabon Toeschouwers: 47.829 Scheidsrechter: Cüneyt Çakır |
| 4 juni 2011 22:00 | Postiga 53' | Verslag |           | Estádio da Luz, Lissabon Toeschouwers: 47.829 Scheidsrechter: Cüneyt Çakır |

|                        |                       |         |         |                                                                                 |
| 2 september 2011 20:00 | Noorwegen             | 1 – 0   | IJsland | Ullevaal Stadion, Oslo Toeschouwers: 22.381 Scheidsrechter: Ovidiu Alin Hategan |
| 2 september 2011 20:00 | Abdellaoue 88' (pen.) | Verslag |         | Ullevaal Stadion, Oslo Toeschouwers: 22.381 Scheidsrechter: Ovidiu Alin Hategan |

|                        |        |         |                                                 |                                                                               |
| 2 september 2011 20:45 | Cyprus | 0 – 4   | Portugal                                        | New GSP Stadium, Nicosia Toeschouwers: 15.444 Scheidsrechter: Gianluca Rocchi |
| 2 september 2011 20:45 |        | Verslag | Ronaldo 35' (pen.), 82' Almeida 84' Danny 90+2' | New GSP Stadium, Nicosia Toeschouwers: 15.444 Scheidsrechter: Gianluca Rocchi |

|                        |                   |         |           |                                                                         |
| 6 september 2011 20:15 | Denemarken        | 2 – 0   | Noorwegen | Parken, Kopenhagen Toeschouwers: 37.167 Scheidsrechter: Stéphane Lannoy |
| 6 september 2011 20:15 | Bendtner 24', 44' | Verslag |           | Parken, Kopenhagen Toeschouwers: 37.167 Scheidsrechter: Stéphane Lannoy |

|                        |               |         |        |                                                                                 |
| 6 september 2011 20:45 | IJsland       | 1 – 0   | Cyprus | Laugardalsvöllur, Reykjavik Toeschouwers: 5.267 Scheidsrechter: Boško Jovanetić |
| 6 september 2011 20:45 | Sigþórsson 5' | Verslag |        | Laugardalsvöllur, Reykjavik Toeschouwers: 5.267 Scheidsrechter: Boško Jovanetić |

|                      |              |         |                                                |                                                                               |
| 7 oktober 2011 20:30 | Cyprus       | 1 – 4   | Denemarken                                     | New GSP Stadium, Nicosia Toeschouwers: 2.408 Scheidsrechter: Marijo Strahonja |
| 7 oktober 2011 20:30 | Avraam 45+1' | Verslag | Jacobsen 7' Rommedahl 11', 22' Krohn-Dehli 20' | New GSP Stadium, Nicosia Toeschouwers: 2.408 Scheidsrechter: Marijo Strahonja |

|                      |                                                   |         |                                              |                                                                           |
| 7 oktober 2011 22:00 | Portugal                                          | 5 – 3   | IJsland                                      | Estádio do Dragão, Porto Toeschouwers: 35.715 Scheidsrechter: Bas Nijhuis |
| 7 oktober 2011 22:00 | Nani 13', 21' Postiga 45' Moutinho 81' Eliseu 87' | Verslag | Jónasson 48', 68' G. Sigurðsson 90+4' (pen.) | Estádio do Dragão, Porto Toeschouwers: 35.715 Scheidsrechter: Bas Nijhuis |

|                       |                              |         |               |                                                                        |
| 11 oktober 2011 20:15 | Denemarken                   | 2 – 1   | Portugal      | Parken, Kopenhagen Toeschouwers: 37.012 Scheidsrechter: Nicola Rizzoli |
| 11 oktober 2011 20:15 | Krohn-Dehli 13' Bendtner 63' | Verslag | Ronaldo 90+2' | Parken, Kopenhagen Toeschouwers: 37.012 Scheidsrechter: Nicola Rizzoli |

|                       |                                  |         |           |                                                                            |
| 11 oktober 2011 20:15 | Noorwegen                        | 3 – 1   | Cyprus    | Ullevaal Stadion, Oslo Toeschouwers: 13.490 Scheidsrechter: William Collum |
| 11 oktober 2011 20:15 | Pedersen 25' Carew 34' Høgli 65' | Verslag | Okkas 42' | Ullevaal Stadion, Oslo Toeschouwers: 13.490 Scheidsrechter: William Collum |

### Groep I
Titelverdediger en kersverse wereldkampioen Spanje plaatste zich zonder al te veel problemen voor het EK, de ploeg won alle acht wedstrijden in een niet bijster sterke poule en de ploeg van coach Vicente Del Bosque was nauwelijks aan slijtage onderhevig. In de strijd om de tweede plaats leek in eerste instantie Litouwen zich te mengen na een doelpuntloos gelijkspel tegen Schotland en een 0-1 overwinning in Praag tegen Tsjechië, maar haalde in de resterende zes  wedstrijden maar één punt, thuis tegen dwerg Liechtenstein. De wedstrijd tussen Schotland en Tsjechië in Glasgow was cruciaal, Schotland leek met 2-1 te winnen, maar in de 89e minuut gaf de Nederlandse scheidsrechter Kevin Blom een strafschop na een georkestreerde valpartij van Jan Rezek, Michal Kadlec profiteerde van het buitenkansje. In de ultieme slotfase werd een veel ernstiger vergrijp in het Tsjechische strafschopgebied wel gezien als een "Schwalbe" en werd Schotand een strafschop ontnomen. Schotland miste daardoor een noodzakelijke zege en kwam twee punten tekort en werd uitgeschakeld, Tsjechië moest in de Play-Offs spelen tegen Montenegro.  
| Land          | Wed | Win | Gel | Ver | DV | DT | +/− | Pnt |
| ------------- | --- | --- | --- | --- | -- | -- | --- | --- |
| Spanje        | 8   | 8   | 0   | 0   | 26 | 6  | +20 | 24  |
| Tsjechië      | 8   | 4   | 1   | 3   | 12 | 8  | +4  | 13  |
| Schotland     | 8   | 3   | 2   | 3   | 9  | 10 | –1  | 11  |
| Litouwen      | 8   | 1   | 2   | 5   | 4  | 13 | –9  | 5   |
| Liechtenstein | 8   | 1   | 1   | 6   | 3  | 17 | –14 | 4   |

|                        |          |       |           |                                                                                          |
| 3 september 2010 20:15 | Litouwen | 0 – 0 | Schotland | S. Dariaus- en S. Girėnostadion, Kaunas Toeschouwers: 5.248 Scheidsrechter: Cüneyt Çakır |
| 3 september 2010 20:15 | Verslag  |       |           | S. Dariaus- en S. Girėnostadion, Kaunas Toeschouwers: 5.248 Scheidsrechter: Cüneyt Çakır |

|                        |               |         |                                     |                                                                             |
| 3 september 2010 20:45 | Liechtenstein | 0 – 4   | Spanje                              | Rheinparkstadion, Vaduz Toeschouwers: 6.100 Scheidsrechter: Bülent Yıldırım |
| 3 september 2010 20:45 |               | Verslag | Torres 18', 54' Villa 26' Silva 62' | Rheinparkstadion, Vaduz Toeschouwers: 6.100 Scheidsrechter: Bülent Yıldırım |

|                        |          |         |            |                                                                         |
| 7 september 2010 20:15 | Tsjechië | 0 – 1   | Litouwen   | Andrův stadion, Olomouc Toeschouwers: 12.038 Scheidsrechter: Alon Yefet |
| 7 september 2010 20:15 |          | Verslag | Šernas 26' | Andrův stadion, Olomouc Toeschouwers: 12.038 Scheidsrechter: Alon Yefet |

|                        |                          |         |               |                                                                            |
| 7 september 2010 21:00 | Schotland                | 2 – 1   | Liechtenstein | Hampden Park, Glasgow Toeschouwers: 37.050 Scheidsrechter: Viktor Sjvetsov |
| 7 september 2010 21:00 | Miller 62' McManus 90+7' | Verslag | Frick 47'     | Hampden Park, Glasgow Toeschouwers: 37.050 Scheidsrechter: Viktor Sjvetsov |

|                      |            |         |           |                                                                     |
| 8 oktober 2010 20:15 | Tsjechië   | 1 – 0   | Schotland | Stadion Eden, Praag Toeschouwers: 19.000 Scheidsrechter: Ivan Bebek |
| 8 oktober 2010 20:15 | Hubník 70' | Verslag |           | Stadion Eden, Praag Toeschouwers: 19.000 Scheidsrechter: Ivan Bebek |

|                      |                             |         |            |                                                                                       |
| 8 oktober 2010 22:00 | Spanje                      | 3 – 1   | Litouwen   | Estadio El Helmántico, Salamanca Toeschouwers: 16.800 Scheidsrechter: Gianluca Rocchi |
| 8 oktober 2010 22:00 | Llorente 47', 56' Silva 79' | Verslag | Šernas 54' | Estadio El Helmántico, Salamanca Toeschouwers: 16.800 Scheidsrechter: Gianluca Rocchi |

|                       |               |         |                      |                                                                                |
| 12 oktober 2010 20:00 | Liechtenstein | 0 – 2   | Tsjechië             | Rheinparkstadion, Vaduz Toeschouwers: 2.555 Scheidsrechter: Stanislav Soechina |
| 12 oktober 2010 20:00 |               | Verslag | Necid 12' Kadlec 29' | Rheinparkstadion, Vaduz Toeschouwers: 2.555 Scheidsrechter: Stanislav Soechina |

|                       |                                  |         |                                    |                                                                            |
| 12 oktober 2010 21:00 | Schotland                        | 2 – 3   | Spanje                             | Hampden Park, Glasgow Toeschouwers: 51.322 Scheidsrechter: Massimo Busacca |
| 12 oktober 2010 21:00 | S. Naismith 58' Piqué 66' (e.d.) | Verslag | Villa 44' Iniesta 55' Llorente 79' | Hampden Park, Glasgow Toeschouwers: 51.322 Scheidsrechter: Massimo Busacca |

|                     |                       |         |            |                                                                                        |
| 25 maart 2011 22:00 | Spanje                | 2 – 1   | Tsjechië   | Estadio Nuevo Los Cármenes, Granada Toeschouwers: 16.301 Scheidsrechter: Viktor Kassai |
| 25 maart 2011 22:00 | Villa 69', 73' (pen.) | Verslag | Plašil 29' | Estadio Nuevo Los Cármenes, Granada Toeschouwers: 16.301 Scheidsrechter: Viktor Kassai |

|                     |                        |         |               |                                                                                            |
| 29 maart 2011 17:30 | Tsjechië               | 2 – 0   | Liechtenstein | Střelecký ostrov, České Budějovice Toeschouwers: 6.600 Scheidsrechter: Ovidiu Alin Hategan |
| 29 maart 2011 17:30 | Baroš 3' M. Kadlec 70' | Verslag |               | Střelecký ostrov, České Budějovice Toeschouwers: 6.600 Scheidsrechter: Ovidiu Alin Hategan |

|                     |                  |         |                                        |                                                                                             |
| 29 maart 2011 20:45 | Litouwen         | 1 – 3   | Spanje                                 | S. Dariaus- en S. Girėnostadion, Kaunas Toeschouwers: 9.180 Scheidsrechter: Laurent Duhamel |
| 29 maart 2011 20:45 | Stankevičius 57' | Verslag | Xavi 19' Kijanskas 70' (e.d.) Mata 83' | S. Dariaus- en S. Girėnostadion, Kaunas Toeschouwers: 9.180 Scheidsrechter: Laurent Duhamel |

|                   |                       |         |          |                                                                           |
| 3 juni 2011 19:30 | Liechtenstein         | 2 – 0   | Litouwen | Rheinparkstadion, Vaduz Toeschouwers: 1.886 Scheidsrechter: Artyom Kuchin |
| 3 juni 2011 19:30 | Erne 6' Polverino 36' | Verslag |          | Rheinparkstadion, Vaduz Toeschouwers: 1.886 Scheidsrechter: Artyom Kuchin |

|                        |          |       |               |                                                                                               |
| 2 september 2011 17:00 | Litouwen | 0 – 0 | Liechtenstein | S. Dariaus- en S. Girėnostadion, Kaunas Toeschouwers: 3.500 Scheidsrechter: Ken Henry Johnsen |
| 2 september 2011 17:00 | Verslag  |       |               | S. Dariaus- en S. Girėnostadion, Kaunas Toeschouwers: 3.500 Scheidsrechter: Ken Henry Johnsen |

|                        |                         |         |                       |                                                                       |
| 3 september 2011 16:00 | Schotland               | 2 – 2   | Tsjechië              | Hampden Park, Glasgow Toeschouwers: 51.564 Scheidsrechter: Kevin Blom |
| 3 september 2011 16:00 | Miller 45' Fletcher 82' | Verslag | Plašil 78' Kadlec 90' | Hampden Park, Glasgow Toeschouwers: 51.564 Scheidsrechter: Kevin Blom |

|                        |                 |         |          |                                                                               |
| 6 september 2011 21:00 | Schotland       | 1 – 0   | Litouwen | Hampden Park, Glasgow Toeschouwers: 34.071 Scheidsrechter: Kristinn Jakobsson |
| 6 september 2011 21:00 | S. Naismith 50' | Verslag |          | Hampden Park, Glasgow Toeschouwers: 34.071 Scheidsrechter: Kristinn Jakobsson |

|                        |                                                                     |         |               |                                                                                 |
| 6 september 2011 22:00 | Spanje                                                              | 6 – 0   | Liechtenstein | Estadio Las Gaunas, Logroño Toeschouwers: 15.660 Scheidsrechter: Harald Lechner |
| 6 september 2011 22:00 | Negredo 34', 37' Xavi Hernández 44' Sergio Ramos 52' Villa 60', 79' | Verslag |               | Estadio Las Gaunas, Logroño Toeschouwers: 15.660 Scheidsrechter: Harald Lechner |

|                      |          |         |                         |                                                                              |
| 7 oktober 2011 20:45 | Tsjechië | 0 – 2   | Spanje                  | Generali Arena, Praag Toeschouwers: 17.873 Scheidsrechter: Paolo Tagliavento |
| 7 oktober 2011 20:45 |          | Verslag | Mata 7' Xabi Alonso 23' | Generali Arena, Praag Toeschouwers: 17.873 Scheidsrechter: Paolo Tagliavento |

|                      |               |         |                   |                                                                              |
| 8 oktober 2011 19:30 | Liechtenstein | 0 – 1   | Schotland         | Rheinparkstadion, Vaduz Toeschouwers: 5.636 Scheidsrechter: Tom Harald Hagen |
| 8 oktober 2011 19:30 |               | Verslag | Mackail-Smith 32' | Rheinparkstadion, Vaduz Toeschouwers: 5.636 Scheidsrechter: Tom Harald Hagen |

|                       |                         |         |                       |                                                                                           |
| 11 oktober 2011 20:45 | Spanje                  | 3 – 1   | Schotland             | Estadio José Rico Pérez, Alicante Toeschouwers: 27.559 Scheidsrechter: Stefan Johannesson |
| 11 oktober 2011 20:45 | Silva 6', 44' Villa 54' | Verslag | Goodwillie 66' (pen.) | Estadio José Rico Pérez, Alicante Toeschouwers: 27.559 Scheidsrechter: Stefan Johannesson |

|                       |                   |         |                                                | |
| 11 oktober 2011 20:45 | Litouwen          | 1 – 4   | Tsjechië                                       | S. Dariaus- en S. Girėnostadion, Kaunas Toeschouwers: 4.000 Scheidsrechter: David Fernández Borbalán |
| 11 oktober 2011 20:45 | Šernas 68' (pen.) | Verslag | M. Kadlec 2' (pen.), 85' (pen.) Rezek 16', 45' | S. Dariaus- en S. Girėnostadion, Kaunas Toeschouwers: 4.000 Scheidsrechter: David Fernández Borbalán |

### Klassement nummers twee
| Grp | Land                  | Wed | Win | Gel | Ver | DV | DT | +/− | Pnt | Vervallen resultaten |
| --- | --------------------- | --- | --- | --- | --- | -- | -- | --- | --- | -------------------- |
| E   | Zweden                | 8   | 6   | 0   | 2   | 20 | 11 | +9  | 18  | San Marino           |
| H   | Portugal              | 8   | 5   | 1   | 2   | 21 | 12 | +9  | 16  |                      |
| F   | Kroatië               | 8   | 5   | 1   | 2   | 12 | 6  | +6  | 16  | Malta                |
| B   | Ierland               | 8   | 4   | 3   | 1   | 10 | 6  | +4  | 15  | Andorra              |
| D   | Bosnië en Herzegovina | 8   | 4   | 2   | 2   | 9  | 8  | +1  | 14  | Luxemburg            |
| I   | Tsjechië              | 8   | 4   | 1   | 3   | 12 | 8  | +4  | 13  |                      |
| C   | Estland               | 8   | 4   | 1   | 3   | 13 | 11 | +2  | 13  | Faeröer              |
| G   | Montenegro            | 8   | 3   | 3   | 2   | 7  | 7  | 0   | 12  |                      |
| A   | Turkije               | 8   | 3   | 2   | 3   | 8  | 10 | +1  | 11  | Kazachstan           |

## Play-offs
Loting

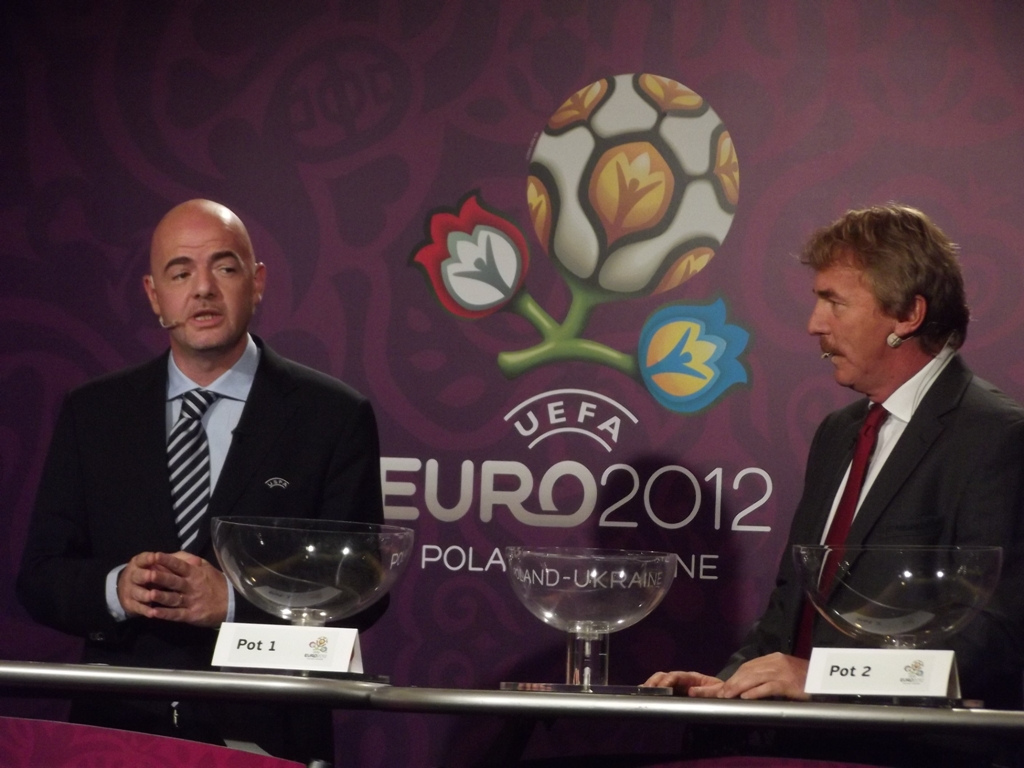
Gianni Infantino (links) en Zbigniew Boniek tijdens de loting voor de play-offs

De loting voor de play-offs was op 13 oktober 2011 in Krakau, Polen.
| Pot 1                             | Pot 2                                            |
| --------------------------------- | ------------------------------------------------ |
| Ierland Kroatië Portugal Tsjechië | Bosnië en Herzegovina Estland Montenegro Turkije |

### Wedstrijden
De heenwedstrijden worden gespeeld op 11 november 2011, de terugwedstrijden op 15 november 2011.

#### Kroatië - Turkije
Vertrouwen was ook niet groot na de wisselvallige prestaties van het Turkije onder bondscoach Guus Hiddink in de groepsfase, waar België ternauwernood achter werd gehouden, bovendien was Kroatië een geduchte tegenstander. Nadat de thuiswedstrijd al na iets meer dan 50 minuten 0-3 voor de Kroaten werd de sfeer in Istanboel vijandig en werd Hiddink massaal opgeroepen te vertrekken, ook pers en zelfs eigen teleurgestelde spelers uitten hun misgenoegen. De return eindigde doelpuntloos, Hiddink bleek niet de wonderdokter te zijn die hij voor Zuid-Korea, Australië en Rusland wel was en nam ontslag.
|                        |         |         |                                   |                                                                                |
| 11 november 2011 20:05 | Turkije | 0 – 3   | Kroatië                           | Türk Telekom Arena, Istanboel Toeschouwers: 42.863 Scheidsrechter: Felix Brych |
| 11 november 2011 20:05 |         | Verslag | Olić 2' Mandžukić 32' Ćorluka 51' | Türk Telekom Arena, Istanboel Toeschouwers: 42.863 Scheidsrechter: Felix Brych |

|                        |         |                  |         |                                                                            |
| 15 november 2011 20:05 | Kroatië | 0 – 0 (3–0 agg.) | Turkije | Maksimirstadion, Zagreb Toeschouwers: 26.371 Scheidsrechter: Pedro Proença |
| 15 november 2011 20:05 | Verslag |                  |         | Maksimirstadion, Zagreb Toeschouwers: 26.371 Scheidsrechter: Pedro Proença |

#### Ierland - Estland
De hoop op hernieuwd Baltisch succes na de sensationele overwinning van Letland op Turkije in de Play-Offs van het EK 2004 was na één wedstrijd al vervlogen, Estland verloor in eigen land met 0-4 van Ierland, waarna de return voor de formatie van de Italiaanse bondscoach Giovanni Trapattoni een formaliteit was. Een Ierse supporter vermomde zich als materiaalman om de wedstrijd in Tallin te zien en zat een tijdje naast de bondscoach van Estland, voor hij gesnapt werd door de UEFA.
|                        |         |         |                                               |                                                                            |
| 11 november 2011 20:45 | Estland | 0 – 4   | Ierland                                       | A. Le Coq Arena, Tallinn Toeschouwers: 9.692 Scheidsrechter: Viktor Kassai |
| 11 november 2011 20:45 |         | Verslag | Andrews 13' Walters 67' Keane 71', 88' (pen.) | A. Le Coq Arena, Tallinn Toeschouwers: 9.692 Scheidsrechter: Viktor Kassai |

|                        |          |                  |               |                                                                          |
| 15 november 2011 20:45 | Ierland  | 1 – 1 (5–1 agg.) | Estland       | Aviva Stadion, Dublin Toeschouwers: 51.151 Scheidsrechter: Björn Kuipers |
| 15 november 2011 20:45 | Ward 32' | Verslag          | Vassiljev 57' | Aviva Stadion, Dublin Toeschouwers: 51.151 Scheidsrechter: Björn Kuipers |

#### Tsjechië - Montenegro
Montenegro was met Estland de grote verrassing tijdens de EK-kwalificatie, maar na de start van de groeppsfase met drie 1-0 overwinningen op rij werd geen wedstrijd meer gewonnen en plaatste zich ternauwernood voor de Play-Offs. In de uitwedstrijd tegen Tsjechië hield Montenegro het lang vol, had kansen op een doelpunt, maar verloor uiteindelijk met 2-0, waarbij de laatste treffer in blessure-tijd viel via verdediger Tomáš Sivok. Montenegro probeerde het vooral in de tweede helft, maar doelman Petr Čech hield zijn ploeg op koers met knappe reddingen. Uiteindelijk zorgde een uitbraak van de Tsjechen voor duidelijkheid: 0-1.
|                        |                       |         |            |                                                                            |
| 11 november 2011 20:15 | Tsjechië              | 2 – 0   | Montenegro | Generali Arena, Praag Toeschouwers: 14.560 Scheidsrechter: Martin Atkinson |
| 11 november 2011 20:15 | Pilař 63' Sivok 90+2' | Verslag |            | Generali Arena, Praag Toeschouwers: 14.560 Scheidsrechter: Martin Atkinson |

|                        |            |                  |             |                                                                                    |
| 15 november 2011 20:15 | Montenegro | 0 – 1 (0–3 agg.) | Tsjechië    | Stadion Pod Goricom, Podgorica Toeschouwers: 10.100 Scheidsrechter: Nicola Rizzoli |
| 15 november 2011 20:15 |            | Verslag          | Jiráček 81' | Stadion Pod Goricom, Podgorica Toeschouwers: 10.100 Scheidsrechter: Nicola Rizzoli |

#### Portugal - Bosnië en Herzegovina
Net als voor het WK in 2010 was Bosnië en Herzegovina de tegenstander van Portugal in de Play-Offs, de eerste wedstrijd in Bosnië eindigde in een doelpuntloos gelijkspel zonder al te veel hoogtepunten. In de tweede wedstrijd had Portugal duidelijk de overhand en nam een 3-1 voorsprong met twee treffers van hun vedette Christiano Ronaldo. Bosnië kwam nog terug in de wedstrijd door een treffer van Emir Spahić, maar speelde op dat moment al met tien man. In de laatste twintig minuten maakten de Portugezen nog drie treffers met twee goals van Postiga en plaatsten zich als laatste van de zestien deelnemers voor het EK.
|                        |                       |       |          |                                                                       |
| 11 november 2011 20:00 | Bosnië en Herzegovina | 0 – 0 | Portugal | Bilino Polje, Zenica Toeschouwers: 12.352 Scheidsrechter: Howard Webb |
| 11 november 2011 20:00 | Verslag               |       |          | Bilino Polje, Zenica Toeschouwers: 12.352 Scheidsrechter: Howard Webb |

|                        |                                                      |                  |                                 |                                                                              |
| 15 november 2011 22:00 | Portugal                                             | 6 – 2 (6–2 agg.) | Bosnië en Herzegovina           | Estádio da Luz, Lissabon Toeschouwers: 47.728 Scheidsrechter: Wolfgang Stark |
| 15 november 2011 22:00 | Ronaldo 8', 53' Nani 24' Postiga 72', 82' Veloso 80' | Verslag          | Misimović 41' (pen.) Spahić 65' | Estádio da Luz, Lissabon Toeschouwers: 47.728 Scheidsrechter: Wolfgang Stark |

## Statistieken

### Meeste doelpunten
|   | Speler              | Land      | Goal |
| - | ------------------- | --------- | ---- |
| 1 | Klaas-Jan Huntelaar | Nederland | 12   |
| 2 | Miroslav Klose      | Duitsland | 9    |
| 3 | David Villa         | Spanje    | 7    |
| 3 | Mikael Forssell     | Finland   | 7    |
| 5 | 6 spelers           |           | 6    |

### Topscores per poule

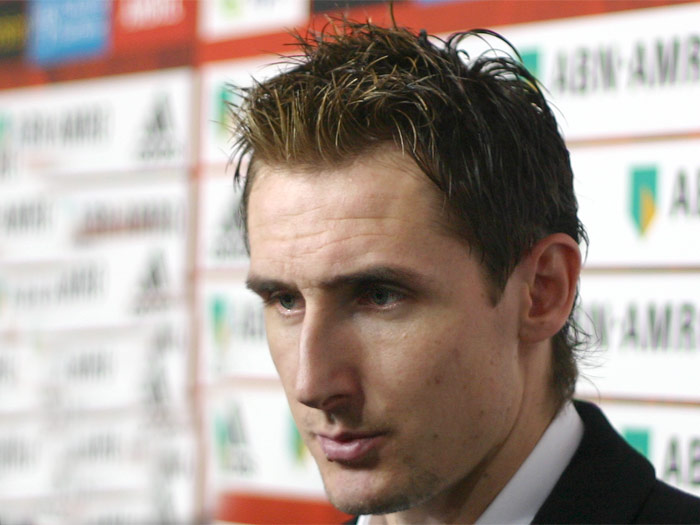
Topscorer groep A Miroslav Klose 9 goals
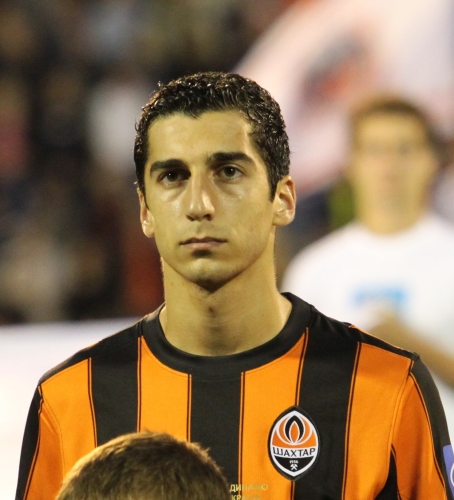
Topscorer groep B Henrich Mchitarjan 6 goals
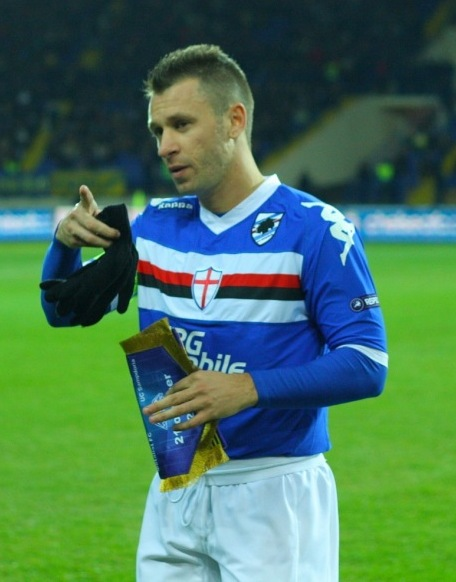
Topscorer groep C Antonio Cassano 6 goals
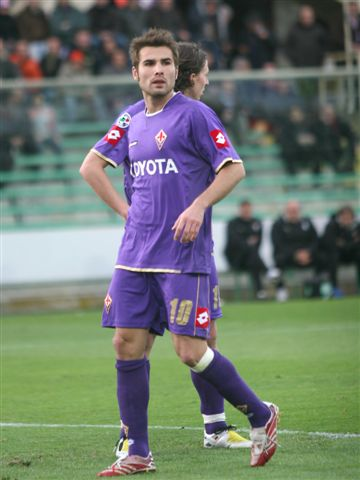
Topscorer groep D Adrian Mutu 5 goals
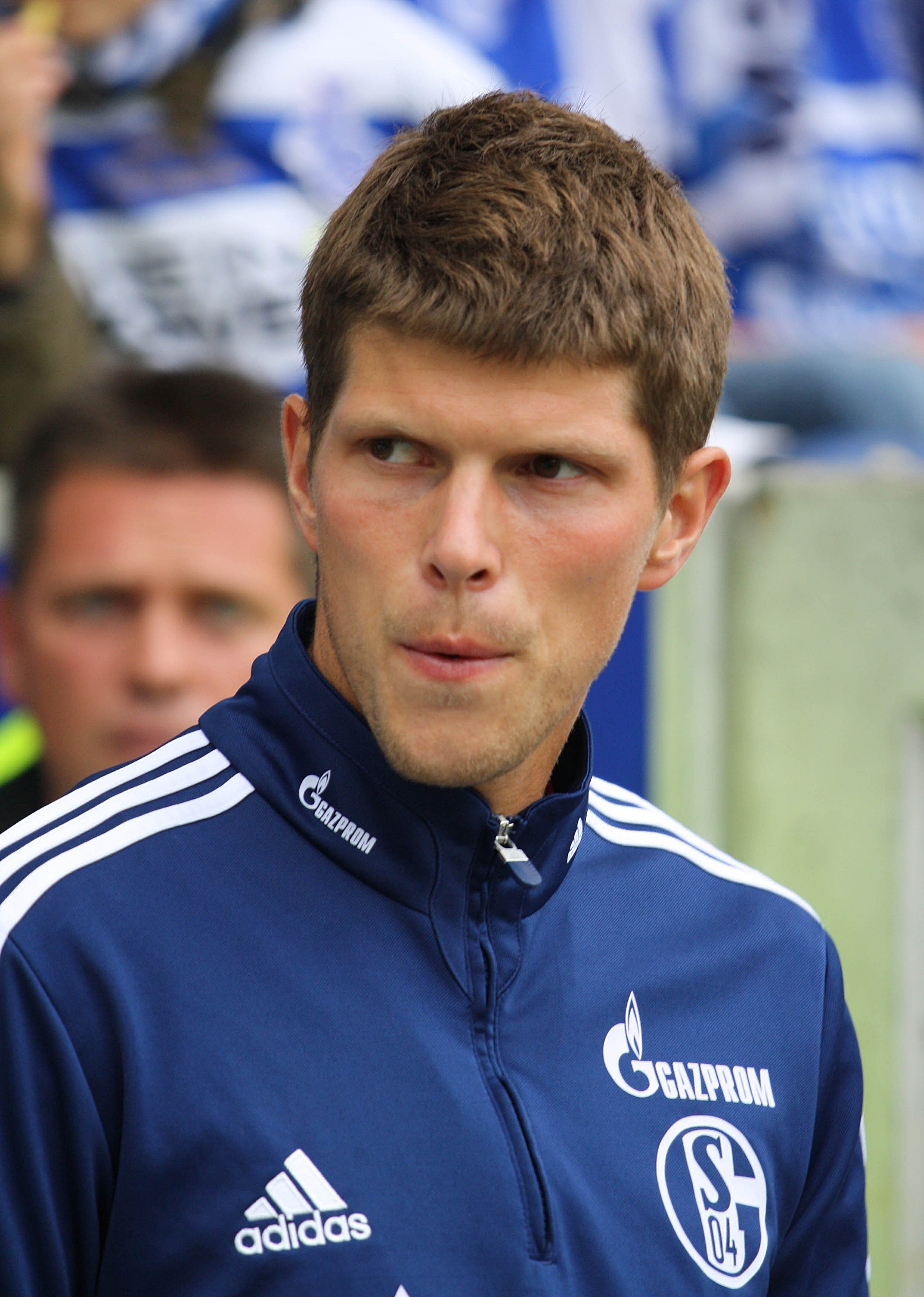
Topscorer groep E Klaas-Jan Huntelaar 12 goals
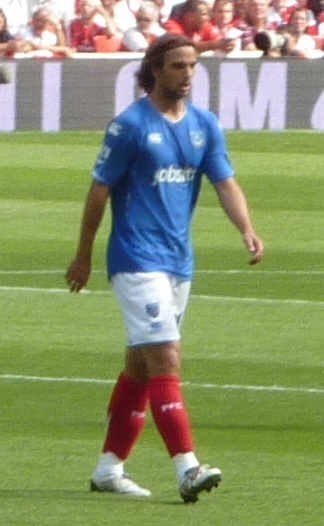
Topscorer groep F Niko Kranjčar 4 goals
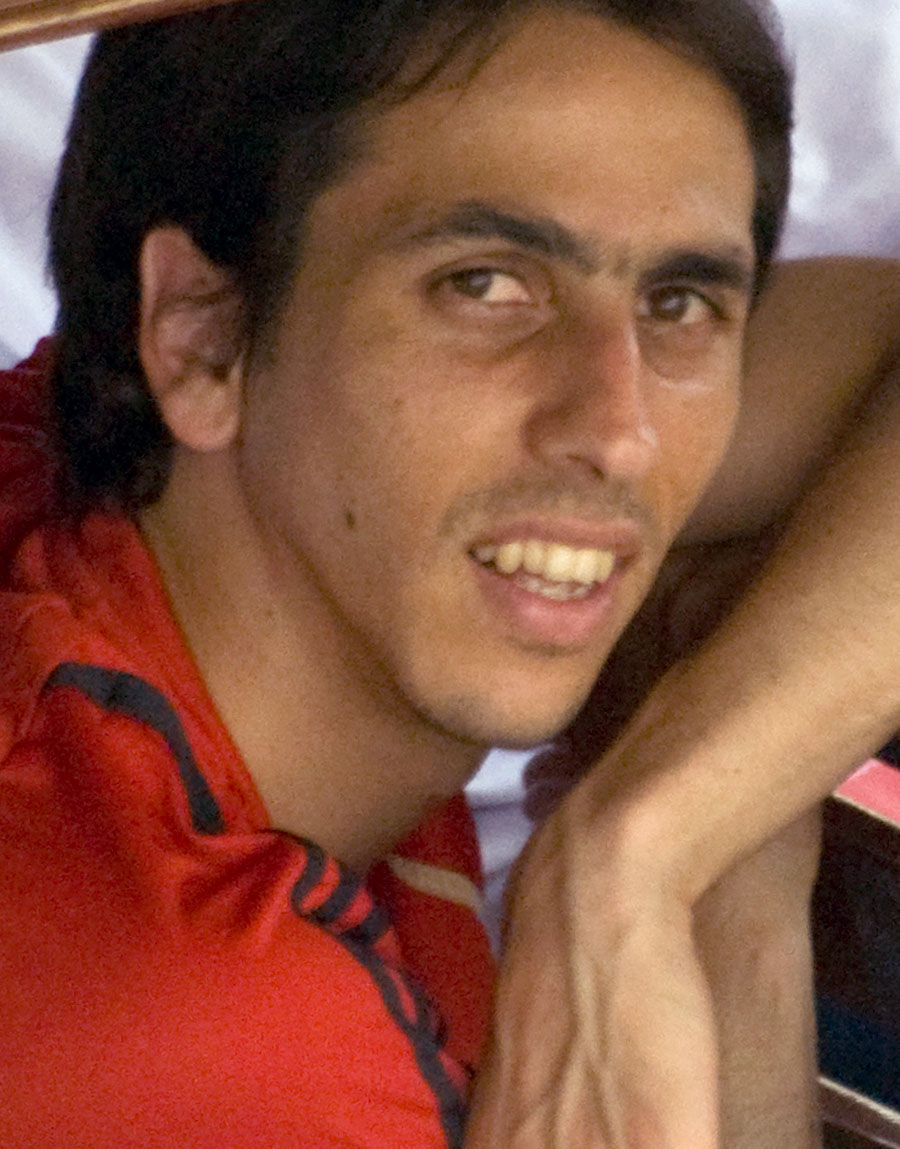
Topscorer groep F Yossi Benayoun 4 goals
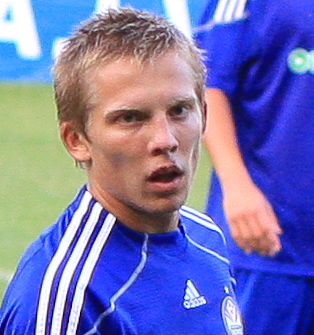
Topscorer groep F Aleksandrs Cauņa 4 goals
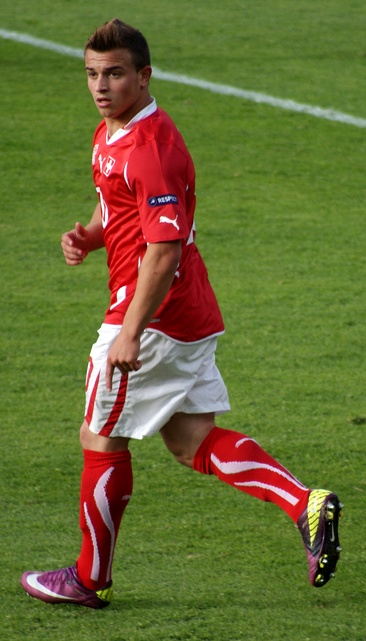
Topscorer groep G Xherdan Shaqiri 4 goals
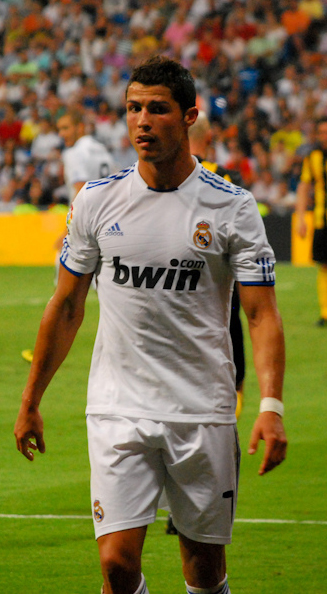
Topscorer groep H Cristiano Ronaldo 5 goals
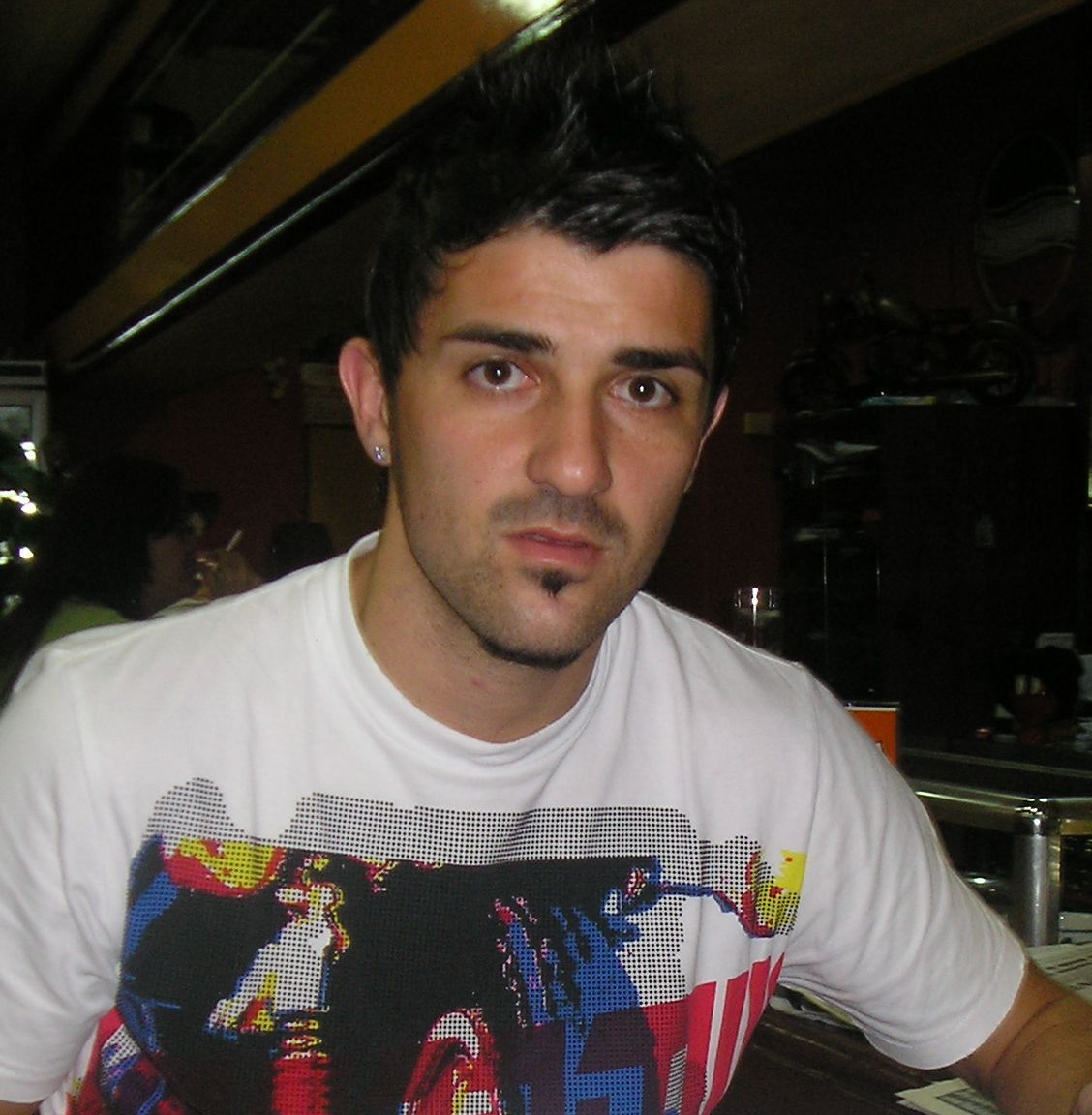
Topscorer groep I David Villa 7 goals